# Фауна Израиля

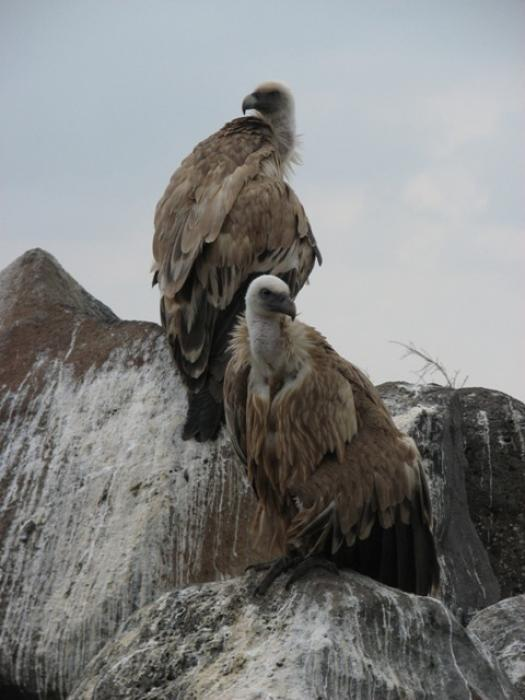
Белоголовые сипы; сняты рядом с крепостью Бельвуар, Израиль

Фа́уна Изра́иля — один из основных компонентов природы Израиля. В Израиле зафиксировано свыше ста видов млекопитающих, около ста видов рептилий, более 500 видов птиц (из которых более 200 видов выводят в Израиле птенцов) и около 30 тысяч видов беспозвоночных. При этом для Израиля эндемичны 3 вида млекопитающих, 2 вида земноводных, 14 % видов пресмыкающихся и более десятка видов пресноводных рыб; число видов морских рыб, эндемичных для вод Красного моря у берегов израильского порта Эйлат, приближается к двумстам.
Разнообразие животного мира Израиля обусловлено положением страны на «мосту» между Евразией и Африкой, многообразием географических и климатических зон и влиянием человека. Типичная для современной Восточной Африки саванная фауна, господствовавшая в этом регионе в конце эоцена и начале плиоцена, позднее смешалась с азиатскими видами. В дальнейшем на состав животного мира региона влияла человеческая деятельность, включавшая обработку земли под сельское хозяйство, охоту и интродукцию новых видов. Эта деятельность, особенно активная в XX веке, поставила 35 процентов видов позвоночных Израиля под угрозу исчезновения, и сейчас в стране предпринимаются усилия по сохранению животного мира и реинтродукции ряда уже исчезнувших видов.

## Биоразнообразие
Фауна Израиля многообразна даже по мировым стандартам: на небольшом пространстве уживаются многочисленные виды животных и растений. В общей сложности в Израиле наблюдались около 3,5 % известных в мире видов животных и растений, в основном благодаря близости к двум богатым биологическими видами морям — Средиземному и Красному. В Израиле зафиксированы более ста видов млекопитающих (в их числе 33 вида летучих мышей), свыше ста видов пресмыкающихся и более 500 видов птиц (из которых свыше 200 видов гнездятся и выводят птенцов в Израиле), а также около 30 тысяч видов беспозвоночных. В Израиле наблюдалось такое же количество видов птиц, как в Калифорнии, которая в 20 раз превосходит его по площади.
Биоразнообразие Израиля часто называют уникальным, хотя в публикациях 2009 и 2011 годов исследователи Тель-Авивского университета показывают, что оно не является исключительным для страны данного размера, расположенной в южной части Палеарктического биогеографического региона. Многообразие фауны и флоры продиктовано положением страны на стыке трёх природных регионов: Европейско-Средиземноморского, Ирано-Туранского и Восточно-Африканского, на узком «мосту» между Евразией и Африкой, по которому с древнейших времён проникали с севера, юга и востока новые виды животных. Для многих из обитающих в Израиле видов (в том числе для большинства млекопитающих) эта страна является крайней географической точкой их распространения. До настоящего времени по региону, где расположен Израиль, проходят пути массовых морских и воздушных миграций. Министерство по охране окружающей среды Израиля сообщает, что согласно одной из классификаций в Израиле насчитывается 46 видов экосистем, объединённых в 11 различных категорий. Возможность сосуществования разных видов на ограниченном пространстве объясняется не только географическим и климатическим многообразием природы страны, но и влиянием человека. Постоянные завоевания этих земель всё новыми захватчиками вели к уничтожению растительного покрова, а с ним и многих видов травоядных и хищников, а на их место приходили новые, более приспособленные для выживания, в том числе и завезённые завоевателями. Фауна Земли Израильской меняется постоянно и даже сейчас отличается от существовавшей в годы турецкого владычества и британского мандата.

## Палеонтологические находки
Первые сухопутные представители фауны на территории современного Израиля появляются в эоцене, когда эта территория поднялась над уровнем моря. В этот период она связана только с афро-аравийским массивом, и именно из его представителей (таких, как даман и тиляпия), состоит фауна этого времени.
В плиоцене и начале плейстоцена фауна Земли Израильской напоминает фауну саванн современной Восточной Африки; в ней представлены белый носорог, жираф, бородавочник, гиппопотам, антилопы и пятнистая гиена. Во время плейстоцена на эти земли также проникают индийские виды, в частности, различные дикие быки, и представители фауны Средней Азии и Южной Европы: волк, барсук, дикие ослы, дикие лошади и газели.
По мере чередования влажных и сухих климатических периодов на Ближний Восток приходили то более холодолюбивые виды с севера, гонимые оледенением, то виды с сухого юга. Смены климата сопровождались массовыми региональными вымираниями: дикие верблюды исчезли с территории современного Израиля 35 тысяч лет назад, гиппопотамы — 10 тысяч лет назад, уже в эпоху неолита. Находки в пещере Ха-Йоним позволяют определить, что в этот период в регионе обитали также благородный олень, настоящие быки, горные козлы и такие грызуны, как болгарская мышевидная соня и хомяк Mesocricetus aramaeus.
К концу эпохи неолита на территории Израиля в основном складывается современная фауна, однако позднее многие крупные виды, такие, как азиатский лев, онагр, нильский крокодил и другие, исчезли в результате сведения лесов либо были истреблены людьми. Древние каменные орудия, найденные в Убейдии, позволяют предположить, что человек начал влиять на состав фауны Земли Израильской более миллиона лет назад. Ряд других видов находится под угрозой исчезновения по сей день.

## Библейские и исторические свидетельства
В библейскую эпоху животный мир Земли Израильской отличался богатством и разнообразием. В Библии упоминаются около 130 видов животных, из которых треть составляют птицы и треть — млекопитающие. Многие виды крупных животных описаны точно и подробно. В Библии упоминаются лев (арие, левия, шахал, гур, бывший символом колена Иуды), леопард (намер), волк (зеэв, бывший символом колена Биньямина), шакал (тан), средиземноморская лисица (шу’ал), сирийский бурый медведь (дов), возможно, дюгонь или нарвал (предполагается, что одним из этих животных был библейский тахаш, шкура которого использовалась при изготовлении скинии Завета); десять травоядных млекопитающих упоминаются в числе разрешённых в пищу во Второзаконии (на сегодняшний день в мире существует около 150 видов травоядных, отвечающих критериям кашрута). В число нечистых животных, не разрешённых к употреблению в пищу, входят свинья и одногорбый верблюд. В настоящее время считается, что библейский шафан, включённое в список некошерных животное, название которого традиционно переводили как «заяц», на самом деле является скалистым даманом, по сей день распространённым в Израиле. С библейских времён известны также полёвки. В Библии упоминаются и многие птицы, в том числе перепела (слав).
В Талмуде и Мишне упоминаются такие млекопитающие, как гепард (барделас) и египетский мангуст (нимия). Большое внимание уделено также голубям. Саму Землю Израиля в еврейских источниках иногда называют Землёй оленей (ивр. ארץ הצבי‎).
Действующий в Иерусалиме Библейский зоопарк уделяет в своей коллекции особое внимание видам, упоминаемым в Библии, хотя в коллекции представлены и другие животные.

## Современный животный мир Израиля

### Млекопитающие
По современным оценкам, 3 из примерно ста видов млекопитающих Израиля эндемичны для его территории. В результате человеческой деятельности только на протяжении XX века из фауны Израиля полностью исчезли такие виды млекопитающих, как бурый медведь (Ursus arctos, в Израиле обитал подвид syriacus), азиатский гепард (Acinonyx jubatus venaticus), водяная полёвка (Arvicola terrestris) и подковонос Мегели (Rhinolophus mehelyi). Ещё 4 исчезнувших в этот период времени вида были успешно реинтродуцированы в прежних местах обитания: европейская косуля (Capreolus caprelous), белый орикс (Oryx leucoryx), иранская лань (Dama dama mesopotamica) и кулан (Equus hemionus). Белобрюхие тюлени (Monachus monachus), для размножения нуждающиеся в песчаных пляжах и в изобилии встречавшиеся у средиземноморского побережья Палестины в XVI веке, также считались истреблёнными на её территории в XX веке (в последний раз сообщалось о наблюдении тюленя-монаха у берегов Израиля в 1958 году), но в 2009, 2010 и 2012 годах после более чем 50-летнего перерыва было зафиксировано их появление около берега Рош-ха-Никры, Нагарии и Хоф ха-Боним. В прибрежные воды Эйлата изредка заплывают представители отряда сирен — дюгони (Dugong dugon).
Млекопитающие Израиля
Отряд парнокопытных в настоящее время представлен 8 видами принадлежащими к трём семействам. Семейство полорогих представлено пятью видами: нубийским горным козлом (Capra nubiana), белым ориксом, азиатским буйволом (Bubalus bubalis), обыкновенной газелью (Gazella gazella с двумя подвидами G. g. gazella и G. g. acaciae) и газелью-доркас (Gazella dorcas).
Семейство оленевые представлено в Израиле двумя видами: европейской косулей и иранской ланью. Ранее населявший Ближний Восток иранский подвид лани исчез из фауны Палестины в результате бесконтрольной охоты в конце XIX — начале XX века: последняя особь в регионе была, вероятно, добыта в 1922 году на территории современной Иордании. Но ещё в 1925 году можно было приобрести на рынке Иерусалима рога этого животного, видимо, привозимые из-за Иордана. В результате успешной реинтродукции поголовье иранской лани в Израиле превысило 1/3 мировой популяции и в 2010 году оценивалось в 500 особей. Начало процессу было положено во второй половине 1970-х годов, когда в Израиль был привезены несколько иранских ланей, в том числе доставленных из Ирана накануне революции. В 2005 году из стада Иерусалимского зоопарка в долину потока Сорек в районе Иерусалима было выпущено несколько особей, но ввиду неуспеха эксперимента процесс реинтродукции в этом районе был приостановлен. С возобновлением программы в 2013 году в районе Иерусалима вновь были выпущены шесть особей. Весной 2015 года с целью создания третьего очага популяции в леса на горе Кармель были выпущены восемь особей иранской лани.
Причиной исчезновения европейской косули из фауны Израиля в начале XX века явилась неконтролируемая охота, главным образом со стороны темплеров из Немецкой колонии Хайфы. Принесенная ими в Палестину традиция воскресной охоты стала роковой для местной популяции, сохранившейся лишь в лесах Кармеля и Галилеи. Последняя встреча с европейской косулей в Палестине датируется 1912 годом — тогда охотниками был добыт двухлетний самец. В 1980-х годах было принято решение о начале программы по реинтродукции вида в природу Израиля. В связи с полным исчезновением ранее населявшего Ближний Восток подвида Capreolus capreolus coxi было принято решение о создании в заповеднике Хай-Бар Кармель первоначального поголовья европейских косуль из приобретённых в Италии, Франции и Венгрии особей с целью акклиматизации к условиям израильского климата и особенностям местной флоры. В 1996 году началась программа по выпуску европейских косуль в дикую природу. В начале XXI века на воле на Кармеле жили 10-15 особей и ещё около десятка содержались в Хай-Бар Кармель
Семейство свиней представляет кабан (Sus scrofa), две разновидности которого встречаются в Галилее (более крупная) и в районе Мёртвого моря (более мелкая). Широко распространены также одомашненные виды копытных: верблюды, коровы, ослы, козы и овцы.
Наиболее крупным кошачьим хищником в Израиле в настоящее время является леопард (Panthera pardus), после принятия закона 1955 года об охране животного мира Израиля размножившийся в районе Мёртвого моря. Помимо субпопуляций Иудейской пустыни и Негевского плато, отдельные экземпляры могут встречаться и на средиземноморском побережье Израиля. Ранее населявший открытые пространства азиатский гепард (Acinonyx jubatus venaticus) считается полностью исчезнувшим из фауны страны в результате охоты, добычи котят для выращивания в неволе с целью использования как декоративного и охотничьего животного и резкого уменьшения поголовья газелей — основного объекта охоты гепарда. Ещё в двадцатых годах XX века на бедуинском рынке Беэр-Шевы можно было приобрести шкуры гепарда, добытого в Негеве. Последняя достоверная встреча в Израиле была зафиксирована в 1959 году в районе Аравы. В Негеве, на Иудейском нагорье и на Приморской низменности обитают от 150 до 200 особей каракала (Caracal caracal, представленный в Израиле подвидом schmitzi).
Рост числа рыбоводческих хозяйств и интенсификация орошаемого земледелия привели к восстановлению численности камышового кота (Felis chaus, в Израиле представленного подвидом F. ch. ssp. furax), сильно пострадавшей в результате осушения заболоченных земель. По оценкам зоологов в Израиле в настоящее время обитает около 600 особей этого вида. Единственной угрозой для будущего камышового кота в стране остаётся браконьерство. Полностью исчез из фауны Израиля барханный кот (Felis margarita), обитавший в песках Аравы и Синайского полуострова. После подписаний мирных договоров с Египтом и Иорданией вся небольшая израильская популяция барханного кота, насчитывавшая несколько десятков особей, оказалась на переданных этим странам территориях. Проект по возвращению в природу этого вида, центром которого стал Библейский зоопарк в Иерусалиме, был приостановлен в 2010 году после того как паре барханных котов, рождённых в зоопарке и выпущенных в природу в районе кибуца Лотан, не удалось выжить. Вызывает опасение будущее израильской популяции лесного кота (Felis silvestris), главным образом из-за смешивания с одичавшими домашними кошками (Felis catus); последние чрезвычайно распространены в Израиле.
Несмотря на то, что специальное изучение численности полосатой гиены (Hyena heyna), обитающей в безлесных местностях практически по всей территории Израиля, никогда не проводилось, очевидно, что численность её сократилась. Основными факторами уменьшения численности являются разбрасывание отравленных приманок фермерами с целью борьбы с хищниками, беспричинная стрельба по ней и гибель на дорогах в ночные часы — время её активности.
На территории Израиля можно встретить волка (Canis lupus) и обыкновенного шакала (Canis aureus). Рост численности израильской популяции волка в последние десятилетия является показателем успешной работы и предметом гордости природоохранных структур страны. Вид восстановил свой прежний ареал и в настоящее время его можно встретить на всей территории Израиля. Наибольшее количество (около ста особей) волков населяет плато Голан, что делает это место одним из наиболее густонаселенных волками районов в мире в пересчёте на квадратные километры. Вторым по плотности заселения волками районом является юг Аравы, где на относительно небольшом пустынном пространстве от Эйлата до кибуца Паран обитают от 30 до 40 особей. Ещё около 40 особей населяют Восточную Галилею и горы Гильбоа. В антропогенном ландшафте численность волков меньше. Рост популяции волка приводит к постоянным трениям между фермерами, чьим стадам крупного и мелкого скота волки наносят ущерб, и природоохранными организациями.
Лисицы представлены в Израиле тремя видами. Наиболее широко распространена обыкновенная лисица (Vulpes vulpes), два подвида которой (Vulpes vulpes ssp. palaestina и V. v. ssp. arabica) населяют всю территорию страны. Численность обыкновенной лисицы, сильно пострадавшая от компании по борьбе с хищниками в 1960-х годах, восстановилась и даже увеличилась с расширением человеческого присутствия в регионах, ранее не входивших в её ареал.  Существуют устойчивые городские популяции обыкновенной лисицы в ряде населенных пунктов, включая такие большие города как Тель-Авив, Иерусалим и Беер-Шева. Численность же песчаной лисицы (Vulpes rueppellii), для которой Негев является северной границей её ареала, сократилась в последние десятилетия до нескольких сотен особей главным образом из-за вытеснения более крупными видами псовых — волком и обыкновенной лисицей, вплоть до полного исчезновения из некоторых районов её прежнего ареала (например из песчаных районов Аравы). Афганская лисица (Vulpes cana), впервые официально зарегистрирована как новый вид в фауне Израиля лишь в 1981 году, вероятно ввиду недостаточной изученности территории и скрытного образа жизни вида. Согласно последним данным этот наиболее мелкий вид лисиц Израиля, ранее отождествлявшийся лишь с Иудейской пустыней, имеет более широкое распространение в пустынных районах страны (в Негеве и Араве, и в Иудейской пустыне на север до Иерихона). Учитывая плотность популяции от одной до четырёх особей на 2 км², в целом в Израиле, по-видимому, насчитывается несколько тысяч экземпляров афганской лисицы. Успешно размножается в неволе (в частности в питомнике-заповеднике Хай-Бар Йотвата).
Единственный представитель семейства мангустовых в Израиле — египетский мангуст (Herpestes ichneumon), резкое уменьшение численности которого в 60-х годах прошлого века в результате применения отравляющих веществ для борьбы с хищниками привело к скачку численности ядовитых змей. В результате принятых мер по ограничению применения отравляющих приманок численность мангуста стабилизировалась и сравнялась с прежней, численность же ядовитых змей уменьшилась.
Семейство куньи представлено пятью родами, в каждом из которых по одному виду. Если популяции барсука (Meles meles, в Израиле подвид M. m. ssp canescens) ввиду его приспособляемости к изменениям среды обитания в результате человеческой деятельности мало что угрожает, а численность каменной куницы (Martes foina, в Израиле подвид M. f. ssp syriaca) и её ареал даже увеличиваются, то и без того небольшие популяции перевязки (Vormela peregusna, в Израиле подвид syriaca) и медоеда (Mellivora capensis, в Израиле подвид M. c. ssp wilsoni) сильно сократились, а выдра (Lutra lutra) полностью исчезла из многих мест её прежнего ареала.
В Израиле обитает капский даман (Procavia capensis), необычное, внешне напоминающее короткоухого кролика травоядное млекопитающее с копытообразными когтями на пальцах и присосками на подошвах; ближайшими родичами даманов из ныне живущих отрядов, вероятно, являются хоботные.
Хотя в Израиле активно выращивают кроликов на шерсть и мясо, в диком виде, согласно справочнику «Млекопитающие Святой земли», изданному в 1996 году, в Израиле существует только один вид зайцевых — капский заяц (Lepus capensis, по-видимому, с двумя подвидами L. c. arabicus и L. c. syriacus). Если расценивать зайца-русака не как разновидность капского зайца, а как отдельный вид (ни одна из двух точек зрения не является общепринятой), то он является вторым видом зайцев, обитающим в Израиле. Отряд ежеобразных представлен семейством ежо́вые с двумя родами: евразийские ежи c белогрудым ежом (Erinaceus concolor), предпочитающим парки, сады и другие обрабатываемые земли в Верхней Галилее и в центре страны до северного Негева; и ушастые ежи с двумя видами — эфиопский ёж (Hemiechinus aethiopicus), населяющий Негев, Араву и долину реки Иордан, и ушастый ёж (Hemiechinus auritus), ранее населявший лёссовые и другие лёгкие почвы северного Негева и песчаные дюны на побережье Средиземного моря (откуда, вероятно, полностью исчез в результате разрушения среды обитания).
Также преимущественно ночной образ жизни в зарослях кустарника вблизи воды ведут два вида белозубок семейства землеройковых: малая (Crocidura suaveolens) и реже встречающаяся белобрюхая белозубка (Crocidura leucodon). Возможно, эндемиком Израиля является впервые описанная в 1996 году и встречающаяся в Негеве белозубка Crocidura ramona.
Рукокрылые — наиболее богатый видами отряд млекопитающих Израиля с семью семействами, 15 родами с 33 видами (из которых один считается уже вымершим на территории Израиля и четыре на грани исчезновения). Наиболее крупная и единственная не насекомоядная летучая мышь Израиля — это представитель семейства крылановых египетская летучая собака (Rousettus aegyptiacus). Наибольшее количество видов принадлежит к семейству гладконосых летучих мышей (18 видов из 8 родов) — в том числе:
- ночницы: остроухая (Myotis blythii), итальянская (M. capaccinii), трёхцветная (M. emarginatus), Наттерера (M. nattereri) и большая (M. myotis); в 1994 году в Израиле (на Хермоне и Голанских высотах до побережья озера Кинерет) обнаружена также европейская усатая ночница (M. mystacinus)[10][57];
- нетопыри: Рюппеля (Pipistrellus rueppellii), Савии (P. savii), Боденхеймера (P. bodenheimeri), средиземноморский (P. kuhlii), пустынный (Pipistrellus ariel) и нетопырь-карлик (P. pipistrellus)
- кожаны: поздний (Eptesicus serotinus) и пустынный (Eptesicus bottae)
- рыжая вечерница (Nyctalus noctula), серый ушан (Plecotus austriacus), обыкновенный длиннокрыл (Miniopterus schreibersii), азиатская широкоушка (Barbastella leucomelas) и белобрюхий стрелоух (Otonycteris hemprichii).

Вторым по количеству представленных видов является семейство подковоносых летучих мышей (6 видов в 2 родах) — подковонос Жоффруа (Rhinolophus clivosus), средиземноморский (Rhinolophus blasii), южный (Rhinolophus euryale), большой (Rhinolophus ferrumequinum) и малый (Rhinolophus hipposideros) подковоносы, а также обыкновенный трезубценос (Asellia tridens). Длиннохвостые летучие мыши представлены двумя видами — большим мышехвостом (Rhinopoma microphyllum) и мышехвостом Хардвика (Rhinopoma hardwicke). Также два вида в семействе мешкокрылых летучих мышей — могильный (Taphozous perforatus) и голобрюхий (Taphozous nudiventris) мешкокрылы. Два оставшихся семейства включают по одному роду с одним видом в каждом: бульдоговые летучие мыши с широкоухим складчатогубом (Tadarida teniotis) и щелемордые летучие мыши с египетским щелемордом (Nycteris thebaica).
Лесная соня (Dryomys nitedula) из семейства соневидных населяет леса с типичной средиземноморской растительностью на севере Израиля, являющиеся южной границей её мирового ареала. В настоящее время она встречается в лесах Галилеи, хотя ранее её ареал включал и леса на Кармеле. Свои шаровидные гнезда лесная соня строит в основном на ветвях калепринского дуба (Quercus calliprinos), часто в гуще обвивающих деревья колючих лиан из родов смилакс (Smilax aspera) и марена (Rubia tenuifolia). Кроме того, отмечены случаи нахождения гнёзд лесной сони в яблоневых садах. В свете недостаточности информации о величине израильской популяции вида из-за его скрытного ночного образа жизни и учитывая небольшую (около 700 км², причём не всю эту территорию занимают леса) площадь ареала, лесная соня внесена в Красную книгу позвоночных Израиля. Более обширный ареал (около 3000 км²), но разделённый на три изолированные популяции, населяет реликтовая чернохвостая соня (Eliomys melanurus). Вид занесён в Красную книгу позвоночных Израиля по причине сокращения естественных мест обитания (в частности, чернохвостая соня исчезла в заповеднике Тель-Дан в 1980-е годы). Общая численность популяции невелика, но точно неизвестна из-за скрытного ночного образа жизни. Популяция на севере Израиля сосредоточена на плато Голан и на Хермоне. Наиболее южная популяция обитает в Араве, в районе кибуца Эйн-Яхав, где чернохвостая соня стала заселять фруктовые плантации. Ещё одна популяция существует на Негевском нагорье, где предпочитает заселять пустоты в стволах атлантической фисташки (Pistacia atlantica).
Небольшие по размерам грызуны семейства хомяковых представлены в Израиле двумя подсемействами — полёвковых и хомяковых. Горные склоны Хермона являются единственным в Израиле местом обитания снеговой полёвки (Chionomys nivalis, в Израиле обитает эндемичный для Ливана и Израиля подвид Ch. n. ssp. hermonensis), где она встречается выше уровня леса на высотах не менее 1500 метров. Хермон представляет собой южную границу её мирового ареала. Ограниченность района обитания (около 15 км²) вкупе с естественной немногочисленностью вида ставят его на грань исчезновения из фауны страны ввиду интенсификации человеческой деятельности в данном районе и увеличения численности каменной куницы и одичавших домашних кошек. Снеговая полёвка внесена в Красную книгу позвоночных Израиля. Другим видом подсемейства полёвковых, представленным в Израиле, является один из широко распространенных в стране сельскохозяйственных вредителей — полёвка Гюнтера (Microtus guentheri). Ещё один вид полёвковых — водяная полёвка (Arvicola terrestris) — считается исчезнувшей из фауны Израиля, ибо не наблюдалась в природе уже в течение нескольких десятилетий.
Единственным видом подсемейства хомяковых населяющим каменистые возвышенности центра и севера страны является серый хомячок (Cricetulus migratorius, в Израиле обитает подвид C. m. ssp cinerascens). Вероятно из-за слабой изученности считается редким и немногочисленным видом, чаще встречающимся на Хермоне. Израиль является для этого вида южной границей его мирового ареала.
Жизнь в суровых условиях засушливого климата выработала у обитающих в Израиле двух видов ѝглистых мышей, или акомисов подсемейства песчанковых уникальный механизм обмена веществ, позволяющий обходиться без воды и пищи до 8 дней, а иголки, покрывающие спину этих животных, как у ежей, помогают им в борьбе за выживание.  Наиболее широко распространена ведущая ночной образ жизни каирская мышь (Acomys cahirinus), встречающаяся по всей территории Израиля. Золотистая иглистая мышь (Acomys russatus) имеет более ограниченный ареал в Иудейской пустыне и в Негеве.  В районах пересекающегося ареала с каирской мышью, ведущая ночной образ жизни золотистая иглистая мышь переходит из-за конкуренции от ночной активности к дневной. Скалистые участки Негева и Иудейской пустыни примыкающие к Мёртвому морю являются местом обитания другого немногочисленного вида песчанковых − пушистохвостой песчанки (Sekeetamys calurus), живущей небольшими семейными группами. Одинаковый ареал и ночной образ жизни приводят к естественной конкуренции между этим видом и его основным конкурентом — золотистой иглистой мышью — за скудные источники питания. В этой борьбе доминирует пушистохвостая песчанка. Выживать в экстремальных условиях пустыни виду помогает чрезвычайно низкая скорость метаболизма (47 % от ожидаемой для животного такого размера)
В Израиле водятся серая крыса, или пасюк (Rattus norvegicus), и чёрная крыса (Rattus rattus), а также садовая (египетская, александрийская) крыса, представляющая собой подвид чёрной (R. r. alexandrinus). С серой крысой, как с переносчиком чумных блох, ведётся планомерная борьба. С развитием огородничества в Израиле распространились дикобразы (Hystrix indica). Возможным эндемиком Израиля является хермонская мышь (Apodemus hermonensis), хотя существует также точка зрения, что она представляет собой не отдельный вид, а разновидность распространённой в Восточной и Южной Европе и Юго-Западной Азии полевой мыши Apodemus witherbyi.

### Птицы
За всё время орнитологических наблюдений в Израиле было зарегистрировано около 540 видов птиц, часть из которых ведут оседлый образ жизни, часть — пролётные, зимующие или летующие виды и часть — залётные виды. Некоторые виды относятся одновременно к разным категориям. Из более чем 200 видов гнездящихся птиц лишь около 175 гнездятся ежегодно, остальные — от случая к случаю. В этой категории только 57 видов — оседлые, круглогодично встречающиеся виды. Большинство видов, гнездящихся в Израиле и не являющихся оседлыми, зимуют в Африке, но черноголовая овсянка (Emberiza melanocephala) зимует в Индии, а гнездящийся в Израиле подвид курганника (Buteo rufinus rufinus) — северней региона гнездования, в том числе в Турции и Восточной Европе. Пролётными являются 283 из отмеченных видов, а 216 видов избрали Израиль как место зимовки. Более чем 130 видов отмечены как залётные с разной частотой наблюдений.
| Семейства птиц, наблюдавшиеся в Израиле, и наиболее распространённые виды (по данным сайта Israbirding.com) | Семейства птиц, наблюдавшиеся в Израиле, и наиболее распространённые виды (по данным сайта Israbirding.com) | Семейства птиц, наблюдавшиеся в Израиле, и наиболее распространённые виды (по данным сайта Israbirding.com) | Семейства птиц, наблюдавшиеся в Израиле, и наиболее распространённые виды (по данным сайта Israbirding.com)                                                                                   |
| Семейство                                                                                                   | Наблюдаемые виды                                                                                            | В том числе оседлые                                                                                         | Наиболее распространённые |
| --- | --- | --- | --- |
| Страусовые                                                                                                  | Африканский страус (Struthio camelus) разводится в питомниках                                               | Африканский страус (Struthio camelus) разводится в питомниках                                               | Африканский страус (Struthio camelus) разводится в питомниках |
| Гагары | 2 | — | - |
| Поганковые                                                                                                  | 5 | Малая поганка (Tachybaptus ruficollis)                                                                      | Малая поганка (Tachybaptus ruficollis) |
| Альбатросовые                                                                                               | 1 | — | - |
| Буревестниковые                                                                                             | 12 | — | Левантский буревестник (Puffinus yelkouan) |
| Качурки | 5 | — | - |
| Фаэтоны | 1 | — | - |
| Олушевые | 3 | Бурая олуша (Sula leucogaster)                                                                              | Бурая олуша (Sula leucogaster) |
| Баклановые                                                                                                  | 3 | Малый баклан (Phalacrocorax pygmeus)                                                                        | Малый баклан (Phalacrocorax pygmeus) |
| Фрегаты | 1 | — | - |
| Змеешейки                                                                                                   | 1 | — | - |
| Пеликаны | 3 | — | Розовый пеликан (Pelecanus onocrotalus) |
| Цаплевые | 15 | 4 | Обыкновенная кваква (Nycticorax nycticorax)* Египетская цапля (Bubulcus ibis)* |
| Аистовые | 7 | 1 | Каравайка (Plegadis falcinellus)* Белый аист (Ciconia ciconia) |
| Фламинго | 2 | Красный фламинго (Phoenicopterus ruber)                                                                     | Красный фламинго (Phoenicopterus ruber) |
| Утиные | 35 | 2 | Кряква (Anas platyrhynchos)* |
| Ястребиные                                                                                                  | 34 | 4 | Белоголовый сип (Gyps fulvus)* Курганник (Buteo rufinus)* |
| Скопа | 1 | — | - |
| Соколиные                                                                                                   | 11 | 3 | Обыкновенная пустельга (Falco tinnunculus)* |
| Фазановые                                                                                                   | 4 | 3 | Кеклик (Alectoris chukar)* Пустынная курочка (Ammoperdix heyi)* |
| Пастушковые                                                                                                 | 8 | 2 | Лысуха (Fulica atra)* Камышница (Gallinula chloropus)* |
| Журавли | 2 | — | Серый журавль (Grus grus) |
| Дрофиные | 3 | Джек (Chlamydotis macqueenii)                                                                               | Джек (Chlamydotis macqueenii) |
| Цветные бекасы                                                                                              | 1 | — | - |
| Кулики-сороки                                                                                               | 1 | — | - |
| Шилоклювковые                                                                                               | 2 | Ходулочник (Himantopus himantopus)                                                                          | Ходулочник (Himantopus himantopus) |
| Рачьи ржанки                                                                                                | 1 | — | - |
| Авдотки | Авдотка (Burhinus oedicnemus)                                                                               | Авдотка (Burhinus oedicnemus)                                                                               | Авдотка (Burhinus oedicnemus) |
| Тиркушковые                                                                                                 | 4 | 1 | Бегунок (Cursorius cursor)* Луговая тиркушка (Glareola pratincola) |
| Ржанковые                                                                                                   | 18 | 2 | Шпорцевый чибис (Vanellus spinosus)* |
| Бекасовые                                                                                                   | 38 | — | Кулик-воробей (Calidris minuta) Обыкновенный бекас (Gallinago gallinago) Турухтан (Philomachus pugnax)                                                                                        |
| Поморниковые                                                                                                | 5 | — | Короткохвостый поморник (Stercorarius parasiticus) |
| Чайковые | 21 | 2 | Озёрная чайка (Larus ridibundus) Армянская чайка (Larus armenicus) Белоглазая чайка (Larus leucophthalmus)*                                                                                   |
| Крачковые                                                                                                   | 16 | 1 | Белощёкая болотная крачка (Chlidonias hybridus) Чеграва (Sterna caspia)* |
| Водорезовые                                                                                                 | 1 | — | - |
| Рябковые | 5 | 5 | Чернобрюхий рябок (Pterocles orientalis)* Рябок Лихтенштейна (Pterocles lichtensteinii)* |
| Голубиные                                                                                                   | 9 | 4 | Сизый голубь (Columba livia)* Кольчатая горлица (Streptopelia decaocto)* Малая горлица (Streptopelia senegalensis)*                                                                           |
| Кукушковые                                                                                                  | 4 | — | Хохлатая кукушка (Clamator glandarius) |
| Сипуховые                                                                                                   | Обыкновенная сипуха (Tyto alba)                                                                             | Обыкновенная сипуха (Tyto alba)                                                                             | Обыкновенная сипуха (Tyto alba) |
| Совиные | 10 | 6 | Домовый сыч (Athene noctua)* |
| Настоящие козодои                                                                                           | 3 | Нубийский козодой (Caprimulgus nubicus)                                                                     | Нубийский козодой (Caprimulgus nubicus) |
| Стрижиные                                                                                                   | 4 | 1 | Малый стриж (Apus affinis)* Чёрный стриж (Apus apus) |
| Зимородковые                                                                                                | 3 | 2 | Малый пегий зимородок (Ceryle rudis)* |
| Щурковые | 3 | 1 | Малая зелёная щурка (Merops orientalis)* Золотистая щурка (Merops apiaster) |
| Попугаевые                                                                                                  | 3 | 3 | Ожереловый попугай Крамера (Psittacula krameri)* |
| Сизоворонковые                                                                                              | 1 | — | Сизоворонка (Coracias garrulus) |
| Удодовые | Удод (Upupa epops)                                                                                          | Удод (Upupa epops)                                                                                          | Удод (Upupa epops) |
| Дятловые | 2 | Сирийский дятел (Dendrocopos syriacus)                                                                      | Сирийский дятел (Dendrocopos syriacus) |
| Жаворонковые                                                                                                | 18 | 8 | Хохлатый жаворонок (Galerida cristata)* Пустынный жаворонок (Ammomanes deserti)* Степной жаворонок (Melanocorypha calandra)*                                                                  |
| Ласточковые                                                                                                 | 8 | Африканская скалистая ласточка (Ptyonoprogne fuligula)* Деревенская ласточка (Hirundo rustica)*             | Африканская скалистая ласточка (Ptyonoprogne fuligula)* Деревенская ласточка (Hirundo rustica)*                                                                                               |
| Трясогузковые                                                                                               | 14 | 1 | Белая трясогузка (Motacilla alba) |
| Бюльбюлевые                                                                                                 | Желтопоясничный бюльбюль (Pycnonotus xanthopygos)                                                           | Желтопоясничный бюльбюль (Pycnonotus xanthopygos)                                                           | Желтопоясничный бюльбюль (Pycnonotus xanthopygos) |
| Свиристелевые                                                                                               | 2 | — | - |
| Крапивниковые                                                                                               | Крапивник (Troglodytes troglodytes)                                                                         | Крапивник (Troglodytes troglodytes)                                                                         | Крапивник (Troglodytes troglodytes) |
| Завирушки                                                                                                   | 4 | — | - |
| Дроздовые                                                                                                   | 41 | 8 | Чёрный дрозд (Turdus merula)* Чернохвостый скромный чекан (Oenanthe melanura)* Траурная каменка (Oenanthe lugens)*                                                                            |
| Славковые                                                                                                   | 50 | 8 | Средиземноморская славка (Sylvia melanocephala)* Изящная приния (Prinia gracilis)* |
| Мухоловковые                                                                                                | 5 | — | Серая мухоловка (Muscicapa striata) |
| Тимелиевые                                                                                                  | Арабская дроздовая тимелия (Turdoides squamiceps)                                                           | Арабская дроздовая тимелия (Turdoides squamiceps)                                                           | Арабская дроздовая тимелия (Turdoides squamiceps) |
| Синицевые                                                                                                   | 5 | 2 | Большая синица (Parus major)* |
| Поползневые                                                                                                 | Малый скалистый поползень (Sitta neumayer)                                                                  | Малый скалистый поползень (Sitta neumayer)                                                                  | Малый скалистый поползень (Sitta neumayer) |
| Нектарницевые                                                                                               | Палестинская нектарница (Nectarinia osea)                                                                   | Палестинская нектарница (Nectarinia osea)                                                                   | Палестинская нектарница (Nectarinia osea) |
| Иволговые                                                                                                   | 1 | — | - |
| Сорокопутовые                                                                                               | 8 | Серый сорокопут (Lanius excubitor)                                                                          | Серый сорокопут (Lanius excubitor) |
| Врановые | 10 | 7 | Серая ворона (Corvus corone cornix)* Галка (Corvus monedula)* Сойка (Garrulus glandarius)* |
| Скворцовые                                                                                                  | 5 | 3 | Обыкновенная майна (Acridotheres tristis)* |
| Воробьиные                                                                                                  | 7 | 4 | Домовый воробей (Passer domesticus)* Испанский воробей (Passer hispaniolensis)* |
| Вьюрковые ткачики                                                                                           | Малабарская амадина (Euodice (Lonchura) malabarica)                                                         | Малабарская амадина (Euodice (Lonchura) malabarica)                                                         | Малабарская амадина (Euodice (Lonchura) malabarica) |
| Вьюрковые                                                                                                   | 16 | 7 | Черноголовый щегол (Carduelis carduelis)* Коноплянка (Carduelis cannabina)* Зеленушка (Carduelis chloris)* Пустынный снегирь (Bucanetes githagineus)* Пустынный вьюрок (Rhodospiza obsoleta)* |
| Овсянковые                                                                                                  | 14 | 3 | Просянка (Emberiza calandra)* |
| Единственный и оседлый вид                                                                                  | | | |
| *Оседлый вид                                                                                                | | | |

Самым распространенным видом соколиных в Израиле является обыкновенная пустельга (Falco tinnunculus) — наиболее часто гнездящийся в городском ландшафте сокол. Местная популяция, принадлежащая к подвиду F. t. ssp tinnunculus, оседла. К этому же подвиду принадлежат зимующие и пролётные особи. Также оседлы населяющие южную часть Израиля пустельги, более близкие по внешнему виду к подвиду F. t. ssp rupicolaeformis, распространенному в Египте, Судане и на Аравийском полуострове. Вероятно, они являются переходной формой между двумя подвидами. Гораздо реже встречается чеглок, (Falco subbuteo) и малая пустельга (Falco naumanni). Израильская популяция средиземноморского сокола (Falco biarmicus, в Израиле гнездится подвид F. b. ssp tanypterus) сильно уменьшилась за последние десятилетия и насчитывает сейчас около 25 гнездящихся пар. Этот оседлый вид, ранее обитавший на крутых берегах вади и в горных ущельях по всей территории страны, теперь гнездится лишь в Негеве и Иудейской пустыне. Около ста пар (по данным 1980-х годов) оседлого рыжеголового сапсана, или шахина (Falco pelegrinoides) гнездятся в пустынных районах Израиля от севера Иудейской пустыни до южного Негева. Редко, но регулярно встречаются одиночные пролётные особи чеглока Элеоноры (Falco eleonorae). Другим редким пролётным и зимующим видом является балобан (Falco cherrug). От 100 до 150 пар серебристого чеглока (Falco concolor), что составляет примерно 10 % от мировой популяции вида, ежегодно возвращаются для гнездования в Израиль с мест зимовки на Мадагаскаре и побережье Мозамбика. Гнездовым биотопом серебристого чеглока являются скалистые обрывы исключительно в засушливых районах Израиля — в Негеве, Араве, Иудейской пустыне и в горах Эйлата.
Хищные птицы Израиля
В Израиле обитают два вида канюков из семейства ястребиных, из которых наиболее многочислен на гнездовье курганник (Buteo rufinus, в Израиле гнездится номинативный подвид B. r. ssp rufinus). В последнее время у этого вида наблюдается тенденция к переходу от гнездования на скальных утесах к гнездованию на деревьях. Другой особенностью биологии израильской популяции курганника является зимовка к северу от мест гнездования — в Восточной Европе и в Турции. В 1992 году впервые было зафиксировано гнездование в Израиле (на Голанских высотах) сарыча (Buteo buteo). В последующие годы были обнаружены ещё гнезда и наблюдались пары с гнездовым поведением в лесах Галилеи и Кармеля, принадлежащие к подвиду B. b. ssp vulpinus. Особи этого подвида составляют наибольшее число пролётных и зимующих сарычей. Численность пролётных птиц, особенно во время весеннего пролёта, составляет сотни особей в день и может приближаться к полумиллиону в зависимости от направления господствующих ветров. Несколько сотен ежегодно зимующих в Израиле сарычей большей частью относятся к европейскому подвиду B. b. ssp buteo. Крайне редко, но регулярно в Израиль залетает мохноногий канюк (Buteo lagopus). Большие пролётные стаи образуют европейские тювики (Accipiter brevipes), в то время как менее многочисленные ястреба-тетеревятники (Accipiter gentilis) и перепелятники (Accipiter nisus) предпочитают перелёт в одиночку, частично оставаясь в Израиле на зимовку, присоединяясь к местной оседлой гнездящейся популяции.
Как редкие пролётные и зимующие виды теперь встречаются ранее гнездившиеся в Израиле три из пяти видов грифовых : чёрный гриф (Aegypius monachus), бородач (Gypaetus barbatus), а также африканский ушастый гриф (Torgos tracheliotus), с которым проводится работа по созданию в неволе популяции с целью реинтродукции в прежние места обитания. Постепенно восстанавливаются сильно уменьшившиеся за последние десятилетия популяции белоголового сипа (Gyps fulvus) и стервятника (Neophron percnopterus). Ещё в середине XX века стервятник считался одним из самых многочисленных видов хищных птиц Израиля (500—1000 гнездящихся пар). Но уже к 1970-м годам здесь гнездилось от 50 до 80 пар стервятников. После роста численности в восьмидесятых годах, когда наблюдалось до 150 гнездовий, в 2002—2005 годах было зафиксировано лишь 27 гнездящихся пар.
Шесть видов орлов чаще всего наблюдаются парящими в небе — малый подорлик (Aquila pomarina), примерно 85 тысяч особей которого — вся мировая популяция — мигрируют в Африку через Израиль и Палестинскую автономию; большой подорлик (Aquila clanga), находящийся под угрозой исчезновения вид, ранее гнездившийся в небольших количествах на севере Израиля, 120—200 особей которого ежегодно зимуют в стране; восточный степной орёл (Aquila nipalensis), являющийся обычным пролётным и редким зимующим видом; могильник (Aquila heliaca) — ещё один вид, находящийся под угрозой исчезновения, около 70 особей которого ежегодно зимуют в Израиле; беркут (Aquila chrysaetos, в Израиле гнездится подвид A. ch. homeyeri, популяция которого сократилась за последние десятилетия до примерно 20 гнездящихся пар); и кафрский орёл (Aquila verreauxii), ранее крайне редко гнездившийся в Израиле, а теперь изредка залетающий сюда во время своих ежегодных кочёвок. Крайне редок как на гнездовье, так и на пролёте оседлый ястребиный орёл (Hieraaetus fasciatus), предпочитающий гористые восточные районы Израиля. В каньонах Иудейской пустыни часто гнездится по соседству с беркутом. Несмотря на совпадение охотничьих участков, более мелкий ястребиный орел занимает иную охотничью нишу, что исключает конфликты. От нескольких сотен до нескольких тысяч особей небольшого по размерам орла-карлика (Hieraaetus pennatus) ежегодно наблюдаются в Израиле как на весеннем, так и на осеннем пролёте, и лишь около десятка особей остаются на зимовку.
В 2015 году, после многолетнего перерыва, в Израиле вновь было зарегистрировано гнездование орлана-белохвоста (Haliaeetus albicilla) — пара успешно вырастила птенца в заповеднике Хула. До этого последнее гнездование двух пар было зафиксировано в 1957 году. В последующие годы белохвостый орлан регулярно отмечался лишь на пролёте и зимовке отдельными особями и в небольших количествах. Так, наибольшее количество зимующих особей было отмечено зимой 1988/9 годов, когда были зарегистрированы семь особей, пять из них в заповеднике Хула. Заповедник Хула является южной границей гнездового ареала этого вида, изолированной от ближайших мест обитания в северной части Турции и Ирана. Ежегодно через Израиль мигрируют от полумиллиона до миллиона особей осоедов (Pernis apivorus). В гораздо меньших количествах — несколько десятков особей — мигрируют хохлатые осоеды (Pernis ptilorhynchus, подвид P.p.ssp orientalis). Впервые отмеченные на пролёте в 1994 году, хохлатые осоеды наблюдаются всё чаще и в бо́льших количествах, что отражает тенденцию к расширению мирового ареала вида. Израильская популяция змеееда (Circaetus gallicus) составляет от 300 до 500 гнездящихся пар. Кроме того, значительное количество особей этого вида в Израиле летуют и около 10 тысяч птиц ежегодно наблюдаются на пролёте. Количество зимующих особей змеееда незначительно ввиду низкой активности пресмыкающихся в зимнее время.
Чёрный коршун (Milvus migrans), бывший в 1940-х — 1950-х годах гнездящимся оседлым, пролётным и зимующим видом на севере Израиля, в последующие годы полностью исчез из страны вследствие кампании по использованию сельскохозяйственных ядов. В настоящее время в Израиле гнездится редко, но остаётся одним из наиболее многочисленных видов дневных хищных птиц как на пролёте, так и на зимовке, когда встречаются стаи по несколько тысяч особей. Редким пролётным и зимующим видом является красный коршун (Milvus milvus). В 2011 году впервые было подтверждено гнездование в Израиле чернокрылого дымчатого коршуна (Elanus caeruleus), до этого наблюдавшегося в стране лишь как залётный вид с нарастающей частотой встреч из года в год. По данным на 2015 год в Израиле, возможно, гнездятся до 50 пар данного вида. Столь быстрое увеличение численности гнездящихся чернокрылых дымчатых коршунов в Израиле обуславливается высокой репродуктивной способностью вида на фоне глобального расширения ареала на запад. Пролётными и зимующими в Израиле являются четыре вида луней: болотный, или камышовый (Circus aeruginosus), полевой (Circus cyaneus), степной (Circus macrourus) и луговой (Circus pygargus).
Наиболее обычными видами сов являются домовый сыч (Athene noctua) и обыкновенная сипуха (Tyto alba), росту численности которой способствует привлечение её для борьбы с грызунами методом развешивания гнездовых домиков. Более редки серая неясыть (Strix aluco), ушастая сова (Asio otus) и сплюшка (Otus scops), населяющие не только лесные массивы, но и городские парки. На открытых пространствах, поросших невысоким кустарником, можно встретить довольно редкую болотную сову (Asio flammeus). Расщелины скал и пещеры привлекают филина (Bubo bubo), которого в Негеве замещает пустынный филин (Bubo ascalaphus), увеличение численности которого наблюдается вслед за развитием сельского хозяйства в засушливых районах. На отвесных склонах пересыхающих русел рек, глубоко прорезающих гористые участки Негева, Иудейской пустыни и гор Эйлата обитает неясыть Strix hadorami, в 2015 году выделенная в самостоятельный вид, а ранее определявшаяся как бледная неясыть (Strix butleri). В горах Эйлата и в Араве старые раскидистые акации являются местом зимовки редкой пустынной совки (Otus brucei, в Израиле представлена подвидом O. b. ssp exiguus), последнее достоверное гнездование которой в Израиле было датировано 1911 годом. Вновь гнездование этого вида было подтверждено в 2015 году, когда на плантации финиковых пальм в районе Мёртвого моря был обнаружен живой птенец. Гнездившийся вдоль рек севера страны бурый рыбный филин (Bubo zeylonensis), и ранее немногочисленный, исчез из всех известных мест гнездования (последняя встреча в 1975 году).
Птицы Израиля
В Израиле встречаются несколько видов аистов (из них более распространён белый аист, Ciconia ciconia, который, однако, редко гнездится в самом Израиле), десять видов цапель (часто встречаются египетская, Bulbulcus ibis, малая белая, Egretta garzetta, серая, Ardea cinerea, и кваква, Nycticorax nycticorax; ещё четыре вида зафиксированы всего по несколько раз), а также каравайки (Plegadis falcinellus) и колпицы (Platalea leucorodia, не выводят птенцов в Израиле, но часто встречаются с осени до весны). Также с осени до весны в Израиле часто можно видеть розовых пеликанов (Pelecanus onocrotalus). В районе Эйлата можно увидеть красных фламинго (Phoenicopterus ruber).
Несколько десятков тысяч серых журавлей (Grus grus) ежегодно пролетают через Израиль. Точное количество мигрирующих особей установить невозможно, поскольку бо́льшая часть пролёта проходит ночью. До середины XX века лишь отдельные особи оставались на зимовку в Израиле. Резкое увеличение численности зимующих особей произошло в 70-х годах XX века, когда в Изреельской долине и в долине Хефер зимовали уже несколько тысяч птиц. Интенсификация возделывания арахиса в долине Хула привели в начале 1990-х годов к изменению мест зимовки серых журавлей в Израиле. Долина Хула стала центром зимовки этого вида, тогда как прежние места были почти полностью покинуты. Резко возросло и количество зимующих особей — по данным на 2007 год в долине Хула остаются зимовать около 10 тысяч особей. Большинство серых журавлей, наблюдаемых в Израиле, относятся к номинативному подвиду G. g. ssp grus. Также встречаются особи, принадлежащие к подвидам G. g. ssp archibaldi и G. g. ssp lilfordi. Другим представителем семейства журавлиных в Израиле является журавль-красавка (Anthropoides virgo). Одиночные особи этого вида редко, но регулярно встречаются на зимовке, главным образом в долине Хула
Семейство пастушковых представлено в Израиле восемью видами. Наиболее многочисленна камышница (Gallinula chloropus) — оседлый, гнездящийся вид, численность гнездящихся особей которой колеблется от тысячи до двух тысяч. В отличие от камышницы другой вид пастушковых — лысуха (Fulica atra) — гнездится крайне редко, чаще встречаясь в гнездовой сезон как летующий вид. При этом на пролёте и зимовке является одним из самых многочисленных видов водоплавающих птиц в Израиле. Ранее гнездившийся на севере и в центре страны погоныш-крошка (Porzana pusilla) теперь встречается лишь как редкий пролётный и ещё более редкий зимующий вид; редок на пролёте (в основном весной) и зимовке и погоныш (Porzana porzana). Малый погоныш (Porzana parva) является достаточно обычным пролётным и редким зимующим видом, летует реже. Гнездовий в Израиле не отмечено, однако, учитывая скрытный характер птиц этого вида, их наличие не исключено. Скрытное поведение характерно и для другого пролётного вида пастушковых — коростеля (Crex crex). Обычным пролётным и зимующим видом является водяной пастушок (Rallus aquaticus), редкий как летующий и ещё более редкий как гнездящийся вид. Султанка (Porphyrio porphyrio) — наиболее крупный и пёстро окрашенный вид пастушковых Израиля. В прошлом гнёзда султанки наблюдались в районе искусственного озера Йерухам в Негеве, в настоящее время возможно, но не установлено достоверно гнездование на рыбоводных прудах кибуца Мааян-Цви на севере страны. Вне этих двух мест является редким залётным видом.
В заболоченных местностях часто встречается шпорцевый чибис (Vanellus spinosus; в 2008 году выдвигался на звание «птицы Израиля»); иногда можно встретить и другие виды чибисов. Там же часто встречается кулик-воробей (Calidris minuta); помимо него, распространёнными представителями ржанковых являются черныш (Tringa ochropus) и травник (Tringa totanus).
Луговая тиркушка (Glareola pratincola) и близкородственная ей степная тиркушка (Glareola nordmanni) являются в Израиле обычными пролётными видами, но если последняя в Израиле не гнездится, то луговая тиркушка в прежние годы в Палестине была обычной на гнездовье птицей. Этот вид, селившийся колониями до несколько десятков пар на открытых пространствах на севере и в центре страны, с началом интенсификации сельского хозяйства в шестидесятых годах прошлого столетия практически полностью прекратил гнездование в Израиле. Ещё неспособные к полёту птенцы, в силу инстинкта при опасности прижимавшиеся к земле, гибли под колёсами тракторов и в механизмах обрабатывающих агрегатов. Однако в последние годы в результате природоохранных мероприятий и разъяснительной работы среди владельцев сельхозугодий численность гнездящихся птиц стала увеличиваться. Наибольшая концентрация в несколько десятков гнездящихся пар сейчас наблюдается на картофельных и арахисовых плантациях в долине Хула Местная гнездящаяся популяция луговых тиркушек зимует в Африке.
Большую часть из отмеченных в Израиле видов гусеобразных составляют зимующие и пролётные виды, и лишь четыре вида — кряква (Anas platyrhynchos), белоглазый нырок (Aythya nyroca), мраморный чирок (Marmaronetta angustirostris) и чирок — трескунок (Anas querquedula) здесь гнездятся, причем последние три — крайне редко. Наиболее многочисленные пролётные и зимующие стаи образуют хохлатые чернети (Aythya fuligula), красноголовые нырки (Aythya ferina), свиязи (Anas penelope), широконоски (Anas clypeata), чирки — свистунки (Anas crecca), пеганки (Tadorna tadorna), кряквы и чирки- трескунки. Более редки на пролёте и зимовке серые утки (Anas strepera), шилохвости (Anas acuta), огари (Tadorna ferruginea), савки (Oxyura leucocephala), средние крохали (Mergus serrator), красноносые нырки (Netta rufina) серые (Anser anser) и белолобые гуси (Anser albifrons). С 80-х годов прошлого века наблюдается инвазия нильского гуся (Alopochen aegyptiacus), главным образом в центре страны.
Редки, но регулярны одиночные залёты в территориальные воды Израиля бурой олуши (Sula leucogaster). Практически все залёты (ограниченные подвидом S. l. ssp plotus) зарегистрированы в Эйлатском заливе. Другим видом семейства олушевых, встречающимся в период зимних кочёвок, является северная олуша (Morus bassanus). Этот вид регулярно наблюдается одиночными особями на Средиземном море, чаще всего вдали от берега.
Единственным гнездящимся видом семейства чайковых в Израиле является средиземноморская чайка (Larus michahellis). Средиземноморская чайка ранее редко гнездилась отдельными парами лишь на небольших островках вдоль северного побережья Израиля, на морском побережье вдоль Кармеля и на прилегающих к морю искусственных водоёмах. В последние десятилетия наблюдается тенденция на постоянный рост численности оседлой популяции. По данным на 2014 год в Израиле насчитывалось 35-45 гнездящихся пар. В последние годы стало наблюдаться гнездование и в урбанизированной среде, в том числе и на крышах домов в Рамат-Гане и Рамат-Авиве в центре страны. При этом городская популяция превысила по численности популяцию в естественной среде обитания. Увеличился и ареал гнездования. Так, наиболее южное гнездование отмечено в Ашдоде, а наиболее удаленное от морского побережья — на прудах возле Рамлы.. Кроме того, средиземноморская чайка является обычным пролётным и зимующим видом. Численность зимующих особей, достигающая нескольких тысяч, сильно разнится по годам, как и у других видов чаек, зимующих в Израиле. Наиболее многочисленным как на пролёте, так и на зимовке видом чаек является озёрная чайка (Larus ridibundus). В отдельные годы численность зимующих особей может достигать 40 тысяч
В настоящее время единственным гнездящимся видом семейства поганковых в Израиле является малая поганка (Tachybaptus ruficollis), ведущая оседлый образ жизни. Часть орнитологов считает, что местная гнездящаяся популяция относится к подвиду T. r. ssp iraquensis, распространенному в Ираке, Иране и Иордании; другие относят её к номинативному подвиду T. r. ssp ruficollis, свойственному Европе и зимующему в Израиле. Гнездится в прибрежных зарослях на небольших и мелководных пресных водоёмах (в том числе искусственных), главным образом на севере страны и на Приморской низменности. Черношейная поганка (Podiceps nigricollis), ранее гнездившаяся на севере Израиля, теперь наблюдается лишь как обычный, но немногочисленный пролётный и зимующий вид. В 1969 году в последний раз в Израиле наблюдалась пара больших поганок (Podiceps cristatus) с выводком. Ранее десятки пар этого вида гнездились на севере Израиля в полосе зарослей жёлтой кубышки (Núphar lútea) в северной части озера Хула, в тростниках на юго-западе Кинерета и на заболоченных территориях, примыкающих к рекам Таниним и Полег на Приморской низменности. Сейчас вид регулярно наблюдается лишь на пролёте и зимовке. Как редкие, залётные время от времени, виды отмечены красношейная (Podiceps auritus) и серощёкая (Podiceps grisegena) поганки.
Отряд ракшеобра́зные представлен в Израиле тремя семействами с семью видами, шесть из которых — гнездящиеся. Золотистая щурка (Merops apiaster) является наиболее многочисленным и широко распространённым из трёх видов семейства щурковых Израиля как на пролёте, так и на гнездовье, хотя её численность в последние десятилетия сильно сократилась. Значительно более редкой стала и зелёная щурка (Merops persicus), численность гнездящихся пар которой в долине реки Иордан не превышает несколько десятков. В то же время малая зелёная щурка (Merops orientalis, в Израиле гнездится подвид M. o. cyanophrys), наоборот, увеличивает свою численность и ареал уже несколько десятилетий вслед за расширением сельского хозяйства в засушливых районах. Единственный представитель семейства сизоворонковых — обыкновенная сизоворонка (Coracias garrulous) обычна на осеннем и более многочисленна на весеннем пролёте и редка на гнездовье на открытых пространствах севера и центра страны (в Израиле гнездится подвид C. g. garrulous). В последние десятилетия численность гнездящихся сизоворонок сократилась. С 30 — х годов прошлого века наблюдается постоянное расширение ареала красноклювой альционы (Halycon smyrnensis) — одного из трех видов семейства зимородковых Израиля, который, в отличие от малого пегого зимородка (Ceryle rudis), не так привязан к питанию рыбой и успешно заселяет антропогенный ландшафт вдали от водных источников. На внутренних водоёмах страны и на побережье морей обычен на пролёте и редок на зимовке обыкновенный зимородок (Alcedo atthis).
Два вида голубеобразных — малая горлица (Streptopelia senegalensis) и сизый голубь (Columba livia, вернее — его урбанизированная форма C. l. var. urbana, ибо местный подвид C. l. palaestinae стал чрезвычайно редок и сохранился лишь в Негеве), являются одними из самых многочисленных птиц Израиля, особенно в городском ландшафте. Несколько уступают им по численности чаще всего встречающиеся вне населенных пунктов кольчатая горлица (Streptopelia decaocto), гнездящаяся по всей территории страны, за исключением наиболее засушливых районов Негева, и обыкновенная горлица (Streptopelia turtur), в Израиле не гнездящаяся, но обычная как летующий подвид S. t. arenicola и пролётный подвид S. t. turtur. Леса Галилеи являются основным местом зимовки в Израиле вяхиря (Columba palumbus). Это достаточно обычный зимующий вид, иногда образующий большие стаи. На пролёте редок. В Галилее в 2014 году было также впервые зарегистрировано гнездование вяхиря в Израиле. Западный Негев и долина Хула являются основными местами зимовки клинтуха (Columba oenas) — голубя, встречающегося в Израиле в небольших количествах и редкого даже как пролётный вид. На узкой полосе от северной части Мертвого моря и до Эйлата гнездится редкая капская горлица (Oena capensis). Регулярны залеты в Израиль смеющейся горлицы (Streptopelia roseogrisea).
Согласно данным первого целенаправленного исследования популяции рябко́вых Израиля, проведенного в 2008 году Управлением природы и парков на юге страны, была констатирована тенденция к сокращению численности четырёх из пяти гнездящихся видов рябков с конца 80-х годов XX века. Главными причинами явились интенсификация сельского хозяйства и озеленение крупных массивов лёссовых земель, изменивших среду их обитания в Негеве и Араве. В наименьшей степени пострадала популяция чернобрюхого рябка (Pterocles orientalis), благодаря наиболее обширному ареалу в центральной и северной частях Негева и в Иудейской пустыне. Напротив, популяция некогда наиболее многочисленного белобрюхого рябка (Pterocles alchata) в северной и западной частях Негева пострадала сильнее всего. Также уменьшилась численность пустынного (Pterocles senegalus) и рыжешапочного (Pterocles coronatus) рябков. Несмотря на общее сокращение численности, по-прежнему существуют стабильные популяции этих видов на территории заповедников. Исследованием не рассматривался наиболее редкий вид рябков Израиля — рябка Лихтенштейна (Pterocles lichtensteinii), имеющий лишь два очага гнездования в Араве, будущему которых угрожает развитие сельского хозяйства (популяция в районе кибуца Неот-Смадар) и проект строительства нового аэропорта севернее Эйлата. Все виды рябков Израиля являются оседлыми видами.
Из 14 видов семейства трясогузковых, встречающихся в Израиле, гнездятся в небольших количествах на севере и в центре страны лишь три вида — белая трясогузка (Motacilla alba, гнездится подвид M. a. alba и четыре подвида встречаются на пролёте и зимовке), жёлтая трясогузка (Motacilla flava, в Израиле гнездится подвид M. f. feldegg и ещё 11 подвидов встречаются на пролёте и зимовке) и длинноклювый конёк (Anthus similis, в Израиле гнездится левантский подвид A. s. captus). Белая трясогузка является одним из наиболее многочисленных визуально наблюдаемых пролётных видов в городской черте. В заповеднике Хула успешно осуществлена программа по привлечению белой трясогузки к гнездованию в специально разработанных гнездовых домиках. Ещё два вида трясогузок — горная (Motacilla cinerea) и желтоголовая (Motacilla citreola), как и восемь видов коньков — горный (Anthus spinoletta), лесной (Anthus trivialis), краснозобый (Anthus cervinus), американский (Anthus rubescens), Ричарда (Anthus richardi), пятнистый (Anthus hodgsoni), полевой (Anthus campestris) и луговой (Anthus pratensis) — являются пролётными и зимующими видами, в небольших количествах летующими. Неоднократно наблюдался в Израиле конёк Годлевского (Anthus godlewskii).
Четыре вида мухоловковых встречаются в Израиле как редкие пролётные виды — малая мухоловка (Ficedula parva), мухоловка-пеструшка (Ficedula hypotenuse), полуошейниковая мухоловка (Ficedula semitorquata) и мухоловка-белошейка (Ficedula albicollis). Обычная на пролёте серая мухоловка (Muscicapa striata) гнездится на севере и в центре страны (подвид M. s. naumanni), часто в населённых пунктах.
Распространёнными птицами городов и сельской местности в Израиле являются домовый (Passer domesticus) и испанский (Passer hispaniolensis) воробьи, чёрный дрозд (Turdus merula), большая синица (Parus major), бюльбюль (Pycnonotus xanthopygos; ещё один номинант на звание «птицы Израиля»), галка (Corvus monedula), чёрная ворона (Corvus corone cornix), черноголовый щегол (Carduelis carduelis, также претендовавший на звание «птица Израиля»), зеленушка (Carduelis chloris) и коноплянка (Carduelis cannabina). Часты также каменный воробей (Petronia petronia), обыкновенный скворец (Sturnus vulgaris) и зяблик (Fringilla coelebs) (гнездятся в осенние и зимние месяцы). Вблизи от человеческого жилья обитают удоды (Upupa epops), объявленные «птицей Израиля», и сойки (Garrulus glandarius).
В 1983 году на севере Израиля впервые были зарегистрированы два случая гнездования обыкновенной иволги (Oriolus oriolus). В последующие годы были зафиксировано увеличение численности гнездящихся пар и расширение ареала гнездования. Во время весеннего и осеннего пролёта иволга является довольно обычным пролётным видом на всей территории страны.
Для пустынных районов обычная птица — пустынный ворон (Corvus ruficollis). В зарослях кустарников обитают каменные куропатки (Alectoris chukar), арабская пустынная куропатка (Ammoperdix heyi) и турачи (франколины, Francolinus francolinus); перепела (Coturnix coturnix), охота на которых раньше была очень популярна, сейчас редки, но бедуины всё ещё продолжают ловить их сетями на средиземноморском побережье Синая (в Египте). Постоянно встречаются также авдотки (Burhinus oedicnemus).
Другие распространённые птицы Израиля — просянка (Emberiza calandra), деревенская ласточка (Hirundo rustica) и африканская скалистая ласточка (Ptyonoprogne fuligula), палестинская нектарница (Cinnyris osea, также номинировавшаяся на звание «птицы Израиля»), средиземноморская славка (Sylvia melanocephala), арабская дроздовая тимелия (Turdoides squamiceps), сирийский дятел (Dendrocopos syriacus), пустынный жаворонок (Ammomanes deserti). Быстро распространяются по всему Израилю майны (Acridotheres tristis), пришельцы из Восточной Азии.
В последние десятилетия в центре страны появилась и растет популяция двух видов попугаев: попугаи-монахи (Myiopsitta monachus) и попугаи Крамера (Psittacula krameri, драра), последние ощутимо вредят сельскому хозяйству. Предположительно, начало популяциям было положено за счет одичавших домашних попугаев и «побега» попугаев из зоопарка.
Ранее обитавший на Ближнем Востоке сирийский подвид африканского страуса (Camellus camellus ssp. syriacus) был истреблен на территории Палестины вероятно в результате неконтролируемой охоты ещё в 1920-х годах, а последние представители этого подвида были добыты в Иордании и Саудовской Аравии в конце 1960-х годов. С созданием в Араве питомника — заповедника Хай-Бар Йотвата, было положено начало воссозданию популяции страусов в Израиле. Для этой цели сюда были завезены наиболее генетически близкие исчезнувшему подвиду несколько птиц из Эфиопии. На протяжении многолетней работы по разведению в заповеднике образовалась популяция из 50 птиц. В 2005 году первая группа из 13 в основном молодых особей была выпущена в природу, но ни одной птице не удалось выжить: четыре птицы попали в ловушки на границе с Иорданией, одна птица была застрелена египетским пограничником и одна погибла по непонятной причине. А часть просто исчезла, возможно, перейдя на территорию Синая. Учитывая предыдущий печальный опыт, во вторую группу из четырёх птиц, выпущенную в 2006 году, вошли более взрослые особи. Но и они погибли, став жертвой хищников. После этого единственная в мире программа по воссозданию популяции страусов в дикой природе была приостановлена.

### Пресмыкающиеся
В Израиле обитает более 90 видов рептилий, в том числе 80 не морских видов. 14 % видов рептилий являются эндемичными для Израиля (изредка могут встречаться в соседних странах), в том числе 6 видов эндемичны для северных районов страны и 8 — для южных.
Крупнейшим видом отряда чешуйчатых в Израиле является единственный представитель семейства варановых — пустынный варан (Varanus griseus), достигающий полутора метров в длину и более двух килограммов веса. Немного уступает ему в длине (до 120 см) желтопузик (Ophisaurus apodus) — безногая ящерица, единственный в Израиле вид семейства веретеницевых.
Дабб, или обыкновенный шипохвост (Uromastyx aegyptius), населяющий каменистые пустыни Негева, достигая длины в 75 см и не уступая в весе варану, является самым крупным видом семейства агамовых в Израиле. Ранее добывался бедуинами из-за своего мяса и крепкой кожи; деликатесом среди бедуинов также считаются его яйца. Другой вид рода шипохвостов — украшенный шипохвост (Uromastyx ornata) — значительно уступает в размерах своему сородичу и достигает лишь 35 сантиметров в длину. В 80-х годах XX века на фоне отсутствия достаточно полной информации о состоянии вида в районе его ареала, ограниченного в Израиле районом Эйлатских гор, сюда были выпущены молодые особи, отловленные на Синайском полуострове, что, возможно, в результате смешения двух популяций привело к распространению среди украшенного шипохвоста ранее неизвестного кожного заболевания. Это заболевание, а также непрекращающийся отлов украшенных шипохвостов браконьерами для продажи террариумистам и прессинг со стороны растущего количества туристов привело к необходимости взять вид под охрану, как находящийся под угрозой исчезновения.
Пресмыкающиеся Израиля
Азиатские горные агамы представлены в Израиле одним видом — стеллионом (Stellagama stellio), который широко распространён по всей стане в каменистых местностях и имеет те же размеры, что и украшенный шипохвост; представителей этого вида часто убивают из-за суеверных страхов. В Израиле встречаются два подвида данного вида — более темный и меньший в размерах Stellagama stellio ssp. picea населяющий северную часть страны, и более светлый и крупный южный подвид Stellagama stellio brachydactyla. Другими представителями агамовых являются два вида рода равнинных агам — агама Савиньи (Trapelus savignii), популяции которой угрожает усиленная разработка её естественного биотопа — песчаных пустынь — под строительство и сельское хозяйство, и Trapelus agnetae (синоним pallidus), а также синайская агама (Pseudotrapelus sinaitus) — представитель монотипического рода Pseudotrapelus. Все три вида являются свойственными пустынным и полупустынным районам страны.
В то время как один из двух подвидов обыкновенного хамелеона — Chamaeleo chamaeleon ssp. recticrista является обычным для Израиля представителем семейства хамелеоновых, другой его подвид — Chamaeleo chamaeleon ssp. musae, населяющий в Израиле песчаные дюны северо-западного Негева, а за его пределами встречающийся только на Синайском полуострове, — подвергается опасности исчезновения ввиду интенсивного освоения пустыни под сельское хозяйство и широкой разработки дюн для добычи строительного песка. Бо́льшая часть ареала этого подвида в Израиле находится на территории армейских полигонов, что не способствует его сохранению
Tropiocolotes nattereri — единственный представитель рода тропиколотов, или карликовых гекконов в Израиле, достигающий всего шести сантиметров в длину, является наиболее мелким представителем чешуйчатых в стране. Населяя пустынные районы юга страны, он делит биотоп с другими представителями семейства гекконовых, среди которых наиболее близок к нему по размерам пустынный узкопалый геккон Stenodactylus sthenodactylus (7-8 см), который, впрочем, проникает далеко на север, достигая Хайфы и Иорданской долины. Два других вида данного рода — египетский узкопалый геккон Stenodactylus petrii (в Израиле является уязвимым видом) и иракский узкопалый геккон Stenodactylus doriae (израильская популяция на грани исчезновения) имеют более крупные размеры и обитают только в песчаных пустынях.
Наиболее распространённым и узнаваемым видом гекконов Израиля является турецкий полупалый геккон (Hemidactylus turcicus), встречающийся на всей территории страны и в любых биотопах. Предполагается, что этот геккон упоминается в Библии как анака. Пятнистый вееропалый геккон (Ptyodactylus guttatus) распространен от Кармеля и до Эйлата, где встречается и вееропалый геккон Хассельквиста (Ptyodactylus hasselquistii), ограниченный ареал которого (включающий помимо Эйлатских гор только юг долины Арава и представляющий северную границу распространения вида) делает его уязвимым главным образом из-за незаконного отлова для продажи террариумистам. Голаны, Галилею и север Иорданской долины (до Ашкелона на юге) населяет Ptyodactylus puiseuxi (известный как левантийский или израильский вееропалый геккон, а в самом Израиле — как галилейский геккон), встречающийся, как и другие виды рода, не только в расселинах скал, но и в пустотах и прочих подходящих для жизни местах в деревянных домах.
Два из трех видов рода тонкопалых гекконов имеют в Израиле очень ограниченный ареал. Cyrtopodion amictopholis, находящийся под угрозой исчезновения ввиду интенсификации туризма, строительства военной инфраструктуры в районе обитания и незаконной торговли редкими видами животных, возможно, является эндемиком Хермона, где населяет расселины скал на высоте от 1300 метров и выше, а Cyrtopodion scabrum впервые зарегистрирован в Израиле лишь в 1989 году в районе Эйлата и, вероятно, находится в стадии инвазии. Третий вид — средиземноморский геккон Cyrtopodion kotschyi (сейчас включаемый в род средиземноморских тонкопалых гекконов Mediodactylus) — ведёт древесный образ жизни на приморской полосе от ливанской границы до Ашкелона.
Наиболее распространённым из 8 видов семейства сцинковых Израиля является глазчатый халцид (Chalcides ocellatus), встречающийся по всей территории страны. Если популяции глазчатого халцида в Израиле в данное время ничто не угрожает, то будущее второго вида из рода халцидов — халцида Гюнтера (Chalcides guentheri), юго-западная граница мирового ареала которого проходит по Израилю, — находится под угрозой. В наибольшей опасности находится популяция, населяющая прибрежную полосу вдоль Средиземного моря, ввиду урбанизации территории и исчезновения мест обитания. Самый крупный из сцинков Израиля — длинноногий сцинк (Eumeces schneideri) — достигает в длину 50 сантиметров. Северный его подвид — Eumeces schneideri ssp. pavimentatus — населяет любые типы почв за исключением песчаных дюн от Димоны до северной границы Израиля, предпочитая каменистые участки, поросшие невысоким кустарником, но не избегает селиться на обрабатываемых землях и вблизи человеческого жилья. Более редкий южный подвид — Eumeces schneideri ssp. schneideri — населяет засушливые районы от северного Негева и до Эйлата. Любые виды почв, кроме песков, подходят и египетской мабуе (Trachylepis vittata), в Израиле распространённой от Хермона до Северного Негева. Этот ведущий дневной образ жизни сцинк чаще всего наблюдается во время охоты буквально скользящим между расселинами камней. Наиболее ярко окрашен аптечный, или обыкновенный сцинк (Scincus scincus), у которого блестящая окраска верхней части тела варьируется от жёлто-песчаной до коричневато-жёлтой или оранжевой. Низ тела белый или цвета слоновой кости. Взрослые особи имеют на спине и хвосте темные поперечные пятна, создающие полосатый рисунок. Удлинённая верхняя челюсть, препятствующая попаданию в рот песка при подземной охоте, делает его похожим на миниатюрного крокодила. Ведёт дневной образ жизни, охотясь за различными насекомыми в послеобеденные и ранние вечерние часы, как на поверхности, так и под землёй, от дневного зноя укрываясь в толще песка. Сушёное мясо аптечного сцинка издавна используется в народной медицине для лечения самых разных болезней, а также до сих пор входит в рацион бедуинов. В Израиле вид населяет пески северного Негева, которые являются северо-восточной границей ареала подвида Scincus scincus ssp. scincus. Израильская популяция считается уязвимой главным образом ввиду нахождения крупных песчаных участков в пределах военных полигонов, разработки их под песчаные карьеры и строительства опреснительных станций в дюнной зоне вблизи морского побережья.
Самым маленьким представителем сцинковых в фауне Израиля является вид из рода гологлазов Ablepharus rueppellii, длина взрослых особей которого составляет лишь 1,7-4,5 см от носа до основания хвоста, с хвостом до 10 см. Два подвида этого вида обитают от границ с Ливаном и до центрального Негева. Наибольшую часть ареала населяет подвид Ablepharus rueppellii ssp. rueppellii, в качестве среды обитания предпочитающий скопления опавшей листвы и камней, но недавно обнаруженный и в дюнах Западного Негева. На плато Голан и на Хермоне обитает подвид Ablepharus rueppellii ssp. festae, за их пределами встречающийся только на ограниченной территории в Иордании; общий ареал подвида не превышает 1200 км². Редким и малоизученным видом сцинков ввиду своего крайне скрытного образа жизни является змееящерица Латаста (Ophiomorus latastii) — единственный представитель рода змееящериц, в Израиле редко достигающий длины 20 сантиметров и известный по 14 изолированным популяциям. Отличительной чертой вида является отсутствие ног, что делает его представителей похожими на небольших змей. Редкая возможность увидеть этого сцинка, в основном ведущего подземный образ жизни, в природе чаще всего представляется на развалинах поселений, где он скользит по пазам между камнями в поисках насекомых. Ведущий ночной образ жизни клиноголовый сцинк (Sphenops sepsoides) населяет исключительно пески северо-западного Негева, Аравы и дюны средиземноморского побережья Израиля на север до Атлита. Этот сцинк, песчаной окраски и средних размеров (до 20 см, из которых половина приходится на хвост), постепенно исчезает из небольших песчаных массивов центрального Негева, вероятно, ввиду их оторванности от основного ареала. Его цилиндрическое тело с короткими, тонкими и слабыми ногами с миниатюрными пальцами наряду с зигзагообразным передвижением делает его, как и змееящерицу Латаста, похожим на небольшую змею.
Гребнепалые ящерицы (Acanthodactylus) — средних размеров (от 13 до 25 см) ящерицы, ведущие дневной образ жизни, — населяют в Израиле песчаные и лёссовые почвы Негева и Аравы, проникая на север вдоль дюн средиземноморского побережья Израиля до Ришон-ле-Циона. Число видов, представленных в Израиле, меняется в результате пересмотра таксономии рода. Так, анализ ДНК ящериц, относимых к видам Acanthodactylus boskianus (в Израиле распространён подвид Acanthodactylus boskianus ssp. asper) и Acanthodactylus schreiberi (в Израиле встречается подвид Acanthodactylus schreiberi ssp. syriacus), проведённый на основании предположения, что оба вида являются на самом деле лишь подвидами одного из них, дал подтверждающие результаты. Также были получены данные о генетическом отличии израильской популяции Acanthodactylus boskianus от остальной мировой популяции. Кроме того, в результате проверки научных коллекций было обнаружено, что некоторые из экземпляров, ранее отнесённых к виду Acanthodactylus boskianus, принадлежат к описанному в 1980 году виду Acanthodactylus opheodurus. Основная часть ареала этого вида в Израиле находится в песках Аравы. Представители вида заселяют также пески в районе Димоны и кибуца Ревивим. Судя по последним исследованиям, израильские ящерицы, ранее относимые к виду Acanthodactylus longipes, относят к недавно (2007) выделенному самостоятельному виду Acanthodactylus aegyptius. Эти небольшие и подвижные ящерицы, населяющие пески западного Негева, делят их с внешне похожими представителями вида Acanthodactylus scutellatus (в Израиле представленного номинативным подвидом Acanthodactylus scutellatus ssp. scutellatus).
Три вида гребнепалых ящериц внесены в Красную книгу Израиля. Состояние вида Acanthodactylus aegyptius считается уязвимым. Популяции двух из шести видов рода — встречающейся, помимо Израиля, лишь в Ливане Acanthodactylus schreiberi и эндемичной для Израиля Acanthodactylus beershebensis — находятся в критическом состоянии. Беэршевская гребнепалая ящерица — неторопливо передвигающаяся (в отличие от других представителей рода) рептилия, которая была впервые описана как отдельный вид в 1999 году по экземпляру из Вади-Ятир к востоку от Беер-Шевы. Этот вид был прежде одним из наиболее распространённых на лёссовых почвах северного Негева и юга Иудейской пустыни, но с началом интенсивного освоения этих районов заселяемая им территория уменьшилась более чем на 90 %. В настоящее время сохранились лишь небольшие разрозненные популяции, общий ареал которых сейчас составляет около 200 км².
В ветвях кустарников или на стволах деревьев невысоко от земли в дневное время можно увидеть охотящуюся на насекомых стройную змееголовку (Ophisops elegans, в Израиле встречается подвид Ophisops elegans ssp. ehrenbergi) — небольшую (до 20 см длиной) ящерицу, населяющую средиземноморское побережье Израиля до границы с пустыней. Изолированные популяции этого вида существуют и в центральном Негеве, где предпочитают селиться в зарослях колючего кустарника вида Sarcopoterium spinosum. Это один из немногих видов ящериц, встречающихся в населенных пунктах.
Ранее считалось, что род Phoenicolacerta представлен в Израиле двумя подвидами одного вида Phoenicolacerta laevis, однако позже получила популярность точка зрения, согласно которой это два разных вида — Phoenicolacerta laevis и Phoenicolacerta kulzeri. Подвид Phoenicolacerta kulzeri kulzeri, известный в Израиле как хермонская ящерица, крайне редок в этой стране, встречаясь лишь на Хермоне на высотах 1500 метров над уровнем моря и выше. Вид находится под угрозой исчезновения — весь его мировой ареал ограничен 500 км² на территории Израиля, Ливана, Сирии и Иордании, причём, поскольку вид обитает в горах, отдельные популяции отрезаны одна от другой. Внесен в Международную Красную книгу и Красную книгу Израиля. Вид Phoenicolacerta laevis (номинативный подвид Phoenicolacerta laevis laevis), населяющий центральную и северную части страны, является обычным но немногочисленным видом, часто встречающимся в населенных пунктах.
Среди пресмыкающихся, обитающих в Израиле, сорок один вид змей, девять из них ядовиты. Наиболее распространёнными видами среди них являются палестинская гадюка Вернера (Vipera palaestinae) и эфа (Echis colorata). Реже встречаются другие виды гадюк, на юге в связи с расширением сельскохозяйственных земель расширяется также ареал чёрной кобры (Walterinnesia aegyptia). Ящеричная змея (Malpolon monspessulanus), чей яд для человека не опасен, встречается иногда и в застроенных районах.
Преимущественно подземный образ жизни ведут похожие на больших червей 2 вида змей из семейства слепозмеек — обыкновенная слепозмейка (Typhlops vermicularis) и Letheobia simonii, вид, описанный по голотипу из Хайфы и эндемичный для Израиля и Иордании (а также, вероятно, для Сирии) — и один вид семейства узкоротых змей — Myriopholis macrorhynchus, наиболее крупный в семействе, достигающий 25 см в длину. Изредка их можно встретить в дневное время на поверхности земли занятыми охотой на насекомых, являющихся основой их пищи.
Западный удавчик (Eryx jaculus) является единственным представителем семейства ложноногих, или удавообразных змей в Израиле. Эта неядовитая змея, средняя длина которой около 60 см (максимальная — до 80 см), охотится на мелких птиц, грызунов и пресмыкающихся, удушая их характерным для удавов способом.
Подсемейство настоящих ужей представлено в Израиле 20 широко распространенными видами, большинство из которых часто встречаются в различных насаждениях населённых пунктов в поисках грызунов и птиц. Таким поведением характеризуется, в частности, и крупнейшая в Израиле змея — полоз Dolichophis jugularis (в Израиле обитает подвид D. jugularis ssp. asianus). Эти змеи достигают в длину 2,4 м (за пределами Израиля до 3 м) и весят до 2 кг. Уничтожающий грызунов размерами до крысы Dolichophis jugularis приносит пользу сельскому хозяйству. По Израилю проходит северо-западная граница мирового ареала одной из самых красивых змей страны — элегантнейшего полоза (Platyceps elegantissimus). Эта имеющая контрастную желто-чёрную окраску и достигающая 60 см в длину змея была впервые обнаружена в Араве в 1953 году. Вид внесен в Красную книгу Израиля: точная численность его популяции неизвестна, но ограниченность израильского ареала лишь южной частью Аравы, усиленно разрабатываемой под сельское хозяйство, может привести к исчезновению вида из фауны Израиля. Для двух других видов полозов, внесённых в Красную книгу Израиля, регион Эйлата и южной Аравы является северной границей ареала. Это Psammophis aegyptius, существованию которого в Израиле угрожает продолжающееся загрязнение пересохших русел рек — его обычной среды обитания; и Platyceps sinai (ранее как Coluber sinai), до 90-х годов считавшийся эндемиком Синайского полуострова. Экземпляры Platyceps sinai, встречавшиеся в Израиле, ошибочно классифицировались как особи элегантнейшего полоза.
Если предыдущие два вида встречаются в южных районах страны, то Eirenis levantinus и разноцветный полоз (Hemorrhois ravergieri), напротив, являются обитателями её севера — последний в Израиле вообще наблюдался лишь дважды, оба раза на горе Хермон. Израиль, по-видимому, является самой южной из стран распространения этих видов. В Красную книгу Израиля внесены и два вида лазающих полозов — четырёхполосый Elaphe quatuorlineata (в Израиле встречается подвид E. quatuorlineata sauromates) и закавказский Zamenis hohenackeri (представленный подвидом Z. hohenackeri taurica); для обоих видов Израиль (Хермон и Голанское плато) представляет южную границу ареала
Ближе к побережью Средиземного моря встречаются черепахи: средиземноморская (Testudo graeca, в том числе эндемичный для Ближнего Востока подвид Testudo graeca floweri), каспийская черепаха (Mauremys caspica), африканский трионикс (Trionyx triunguis) и зелёная, или суповая (Chelonia mydas). В Негеве встречается разновидность египетской черепахи Testudo werneri, в Израиле крайне немногочисленная (по оценкам 80-х годов, 4—5 экземпляров на км²) и находящаяся по угрозой исчезновения. Быстро распространяется завезенная из Америки красноухая черепаха (Trachemys scripta). На берегах Эйлата выводят детёнышей черепахи-биссы (Eretmochelys imbricata). На специальных фермах в коммерческих целях также разводятся аллигаторы и другие виды крокодилов (нильские, кайманы, гавиалы).
Исследователи Общества охраны природы Израиля указывают, что три вида пресмыкающихся являются уничтоженными на территории Израиля: нильский крокодил, гюрза (Macrovipera lebetina) и европейская болотная черепаха (Emys orbicularis).

### Земноводные
За последнее столетие сильно пострадали численность и ареалы земноводных Израиля. Среди основных причин этого процесса — мелиорация заболоченных земель, изменения гидрологического режима водных источников и загрязнение биотопов. В результате хозяйственной деятельности человека сформировались изолированные друг от друга ареалы, что препятствует нормальному генетическому обмену в популяции. Другими возможными угрозами для аборигенных видов являются коллекционирование террариумистами и незаконная торговля редкими видами. В последние годы появилась опасность влияния на местную популяцию земноводных интродуцированных видов, способных как создать конкуренцию аборигенным в процессе добывания пищи и размножения, так и внести неизвестные местным видам заболевания. В настоящий момент известно об успешной интродукции в Израиле гладкой шпорцевой лягушки (Xenopus laevis) — африканского вида, завезенного в Израиль для лабораторных целей и попавшего в водоёмы севера страны.
Земноводные Израиля
В наиболее полном списке видов земноводных Израиля на сайте Израильского общества охраны природы на начало XXI века значилось шесть видов (для четырёх из которых по этой стране проходила южная граница их мирового ареала) и один вымерший — чернобрюхая дискоязычная лягушка, но с момента его публикации были сделаны находки, расширившие список живущих израильских видов до восьми. В 2013 году база данных AmphibiaWeb генерирует для Израиля список из 11 видов, три из которых, возможно, являются синонимичными для других (Hyla felixarabica и Hyla arborea для H. savignyi, а Pelophylax ridibundus для P. bedriagae).
Являющаяся эндемиком Израиля чернобрюхая дискоязычная лягушка, или израильская украшенная лягушка (Latonia nigriventer), принадлежащая к семейству круглоязычных отряда бесхвостых земноводных, впервые была обнаружена на восточном побережье озера Хула в 1940 году. С 1996 года официально считалась вымершей, ибо сообщения о встрече с ней не поступали с 1955 года. Однако в ноябре 2011 года несколько особей этого вида были отловлены в заповеднике Хула. После изучения лягушки были возвращены в родную среду. По оценкам специалистов численность популяции оценивается в 100—200 особей. Первоначально вид был отнесен к роду Discoglossus но после дополнительных исследований было установлено, что он принадлежит к роду Latonia, разделившемуся с родом Discoglossus около 32 миллионов лет назад. Другие представители рода известны только по окаменелостям из Европы 15-тысячелетней давности, что делает чернобрюхую дискоязычную лягушку живым ископаемым.
Помимо чернобрюхой дискоязычной лягушки отряд бесхвостых земноводных в Израиле представлен ещё несколькими семействами. Семейство чесночницы представляет один вид — сирийская чесночница (Pelobates syriacus, в Израиле обитает номинативный подвид Pelobates s. ssp syriacus), ареал которой за последние десятилетия отодвинулся на север от Газы до района города Холон. Соответственно к северу отодвинулась и южная граница мирового ареала этого вида, проходящая по Израилю. Единственным видом семейства настоящих лягушек в Израиле является наиболее многочисленный вид земноводных этой страны — левантийская лягушка (Rana (Pelophylax) levantina), в прошлом рассматривавшаяся как разновидность озёрной лягушки. Также одним видом — зелёной жабой (Pseudepidalea viridis) представлено семейство жаб. Некоторые исследователи относят израильскую популяцию к другим видам — Pseudepidalea variabilis или Pseudepidalea boulengeri.
Два вида принадлежат к семейству квакш — Hyla savignyi (ранее рассматривавшаяся как подвид обыкновенной квакши Hyla arborea) и древесная лягушка Стейница (Hyla heinzsteinitzi), описанная как новый вид в 2007 году уже после публикации списка Общества охраны природы. Этот новый вид назван в честь старейшего израильского морского биолога и герпетолога, руководителя кафедры зоологии Еврейского университета профессора Хайнца Штайница. Являясь эндемиком Израиля, этот вид известен лишь из трёх водных источников в Иудейских горах — Эйн-Фара, Вади-Моца и резервуара Мамила в Иерусалиме.
Семейство саламандровых отряда хвостатых земноводных представлено в Израиле двумя видами. Первый из них — Salamandra infraimmaculata (по другой классификации, которой придерживается, в частности, израильский специалист по земноводным Сариг Гафни, этот вид является подвидом огненной саламандры Salamandra salamandra infraimmaculata). Второй вид израильских хвостатых земноводных — ближневосточный тритон (Ommatotriton vittatus, угроза его популяции резко возросла в последние годы в связи с сокращением ареала на 70 %).
Одним из обязательств Израиля взятых на себя в рамках ратифицированной правительством в 1995 году международной Конвенции о биологическом разнообразии является сохранение местообитаний видов. Для земноводных Израиля это особенно актуально в отношении дождевых водоёмов — особой экологической среды, образующейся в углублениях почвы природного или искусственного происхождения и наполняющихся водой во время дождей. Пересыхающие с наступлением засушливого периода дождевые водоёмы являются средой размножения для многих видов земноводных Израиля. В последние десятилетия в основном в результате хозяйственной деятельности человека количество дождевых водоёмов резко сократилось, что привело к уменьшению численности земноводных. В результате для шести видов земноводных Израиля возникла угроза исчезновения, что вынудило правительство принять срочные меры по их сохранению. В 1994 году был разработан пятилетний план, в рамках которого должны были быть созданы 60 новых дождевых водоёмов в заповедниках в дополнение к взятым под охрану наиболее крупным и важным для размножения земноводных дождевых водоемов страны.

### Рыбы
Коралловые рифы Красного моря у берегов Эйлата дают пристанище многочисленным видам рыб. По оценке, предоставляемой Министерством иностранных дел Израиля, экосистема Эйлатского рифа насчитывает 1270 видов рыб, принадлежащих к 157 семействам (из этого числа 190 видов эндемичны для Израиля и его ближайших окрестностей), сотни видов кораллов и 1120 видов моллюсков. Ихтиофауна Красного моря, в разные геологические и исторические периоды связанного со Средиземным, часто встречается у средиземноморского побережья Израиля, иногда составляя, по оценкам 1980-х годов, больше сорока процентов улова. Среди красноморских видов, представленных сегодня в Средиземном море, около 50 видов рыб (а также 90 видов моллюсков и 40 видов ракообразных). Ряд видов рыб в средиземноморских водах представляют интерес для промыслового рыболовства; так, в 2005 году израильскими рыбаками в Средиземном море было выловлено больше 270 тонн китайской лакедры (Seriola dumerili), около 260 тонн барабули и около 170 тонн круглой сардинеллы (Sardinella aurita), которая также является основной промысловой рыбой в секторе Газа. На фермах, специализирующихся на выращивании морских рыб, за тот же год было выращено больше трёх тысяч тонн дорад.

Рыбы Красного моря на почтовых марках Израиля
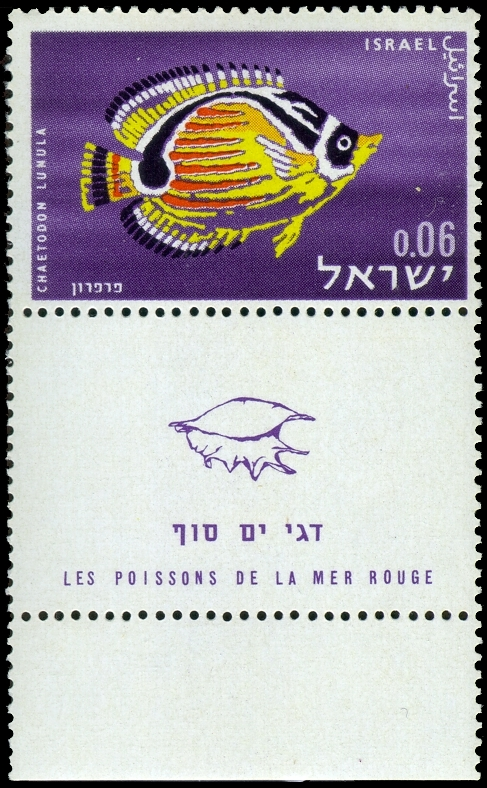
Chaetodon lunula
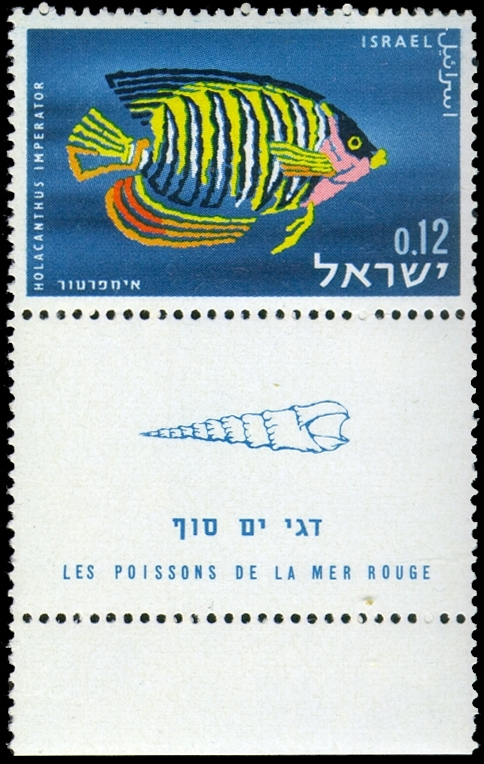
Императорский ангел (Pomacanthus imperator)
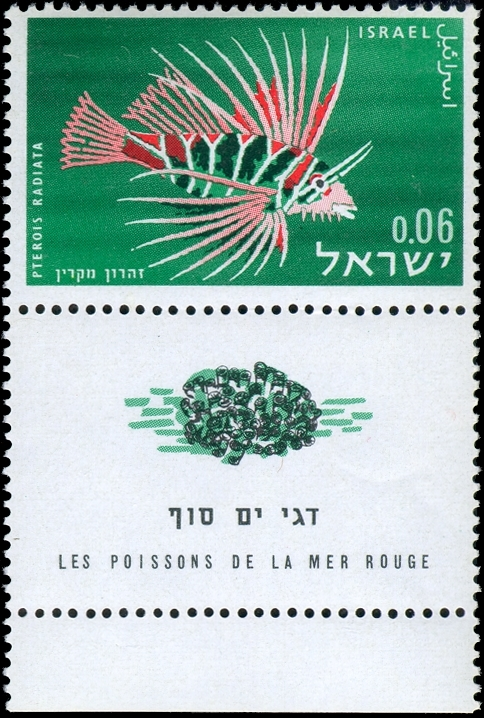
Радиальная крылатка (Pterois radiata)
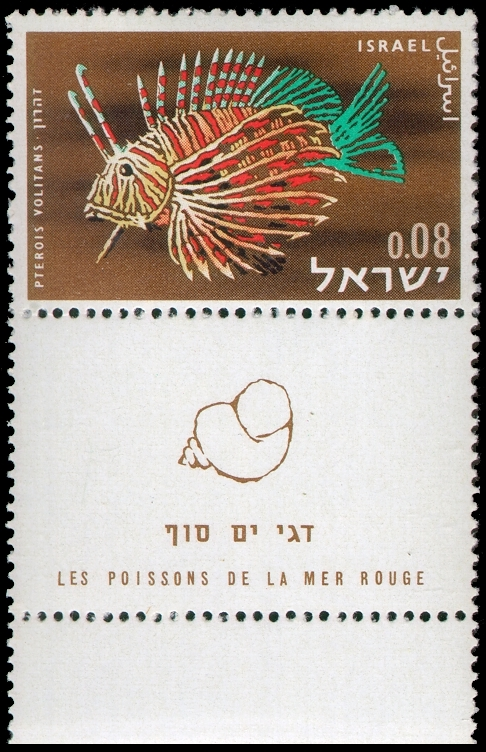
Крылатка-зебра (Pterois volitans)
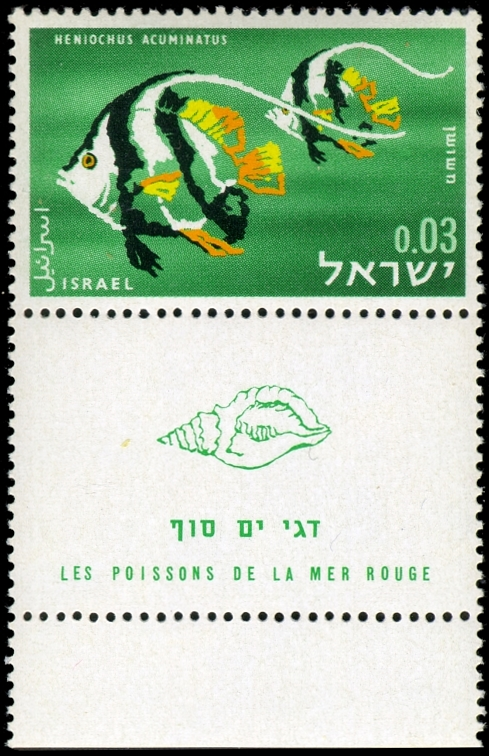
Белопёрая кабуба (Heniochus acuminatus)
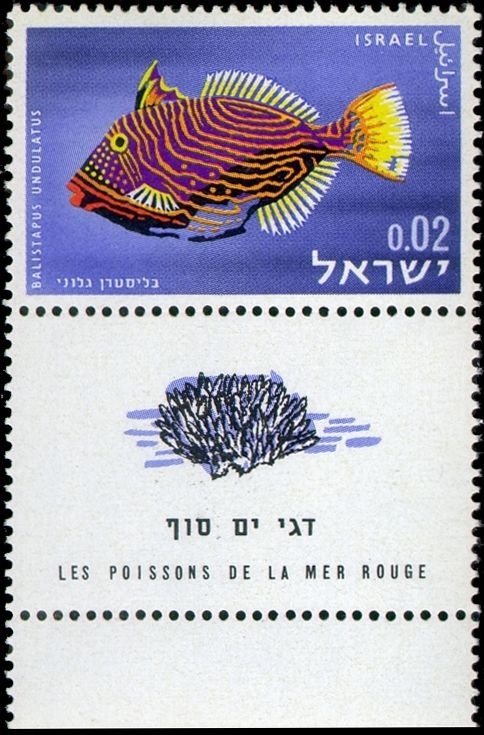
Оранжевополосый балистап (Balistapus undulatus)
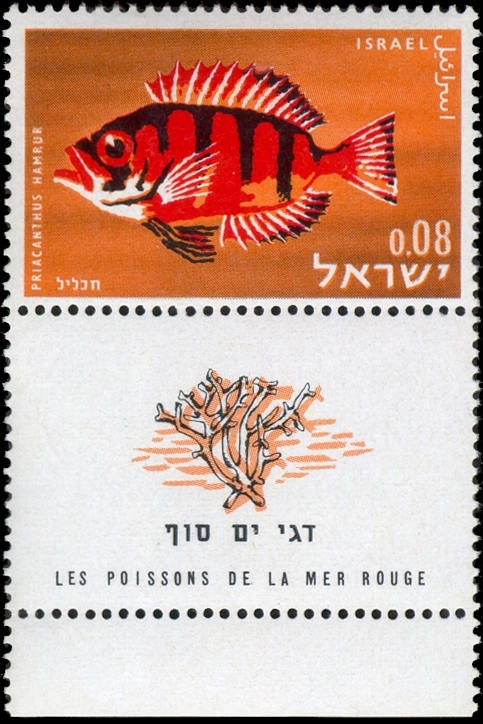
Priacanthus hamrur

По данным профессора Менахема Горена (Тель-Авивский университет), ихтиофауна внутренних вод Израиля представлена тридцатью двумя аборигенными видами рыб восьми семейств и 14-16 интродуцированными. Географическое расположение страны на стыке континентов способствовало проникновению сюда как видов свойственных Африканскому континенту, Средиземноморскому бассейну и бассейну Красного моря, так и Леванту и Центральной Азии, заселивших три различных водных бассейна с двенадцатью отличными друг от друга экосистемами (помимо трёх геологически обусловленных бассейнов, ещё один — бассейн реки Яркон — может быть выделен на основе анализа водной фауны). 12 видов рыб эндемичны для этих бассейнов, три из них вымерли с середины прошлого века. Наиболее богата видами ихтиофауна долины реки Иордан — 26 видов — и озера Кинерет с 19 видами. На основе информации, предоставляемой базой данных FishBase, генерируется список из 66 видов пресноводных рыб, встречающихся в Израиле, из которых 36 аборигенных.
Из 13 видов африканских цихлид рода Sarotherodon лишь один номинативный подвид манговой тиляпии (Sarotherodon galilaeus) — галилейская тиляпия Sarotherodon galilaeus ssp. galilaeus (неофициальное название которой «рыба Святого Петра» увязывает её с сюжетом Евангелия) — свойственен Леванту и заселяет бассейн реки Иордан, ре́ки средиземноморского бассейна Израиля и озеро Кинерет. Галилейская тиляпия остаётся одной из главных промысловых рыб Израиля, несмотря на падение годового улова с более чем 300 тонн в 2005 году до 40 тонн по данным 2007 года. В последние годы государством принимаются меры по восстановлению галилейской тиляпии и других видов промысловых рыб Кинерета вплоть до полного запрещения коммерческого рыболовства в 2010-12 годах и на 60 дней в 2013 году в период икрометания в северной части озера. Миллионы мальков этого вида ежегодно запускаются в озеро из рыбопитомника кибуца Гиносар, причем исключительно из икры рыб местной кинеретской популяции. Специфичный для Леванта род цихлидовых Tristramella включает в себя обитающий в озере Кинерет эндемичный для Израиля вид Tristramella sacra (источники расходятся в оценке статуса вида — база данных FishBase определяет его как находящийся на грани исчезновения, а в Красной книге высказывается предположение о его полном исчезновении), а также особый подвид вида Tristramella simonis — T. s. intermedia, один из эндемиков озера Хула, исчезнувших в результате его осушения. Другой подвид Tristramella simonis — T. s. simonis — является обычной для Кинерета рыбой. Единственным из восьми видов ещё одного свойственного Африке рода цихлид Astatotilapia, проникшим на Евразийский континент, является Astatotilapia flaviijosephi, в Израиле населяющая каменистые мелководья реки Иордан, источников в долине Бейт-Шеана и озера Кинерет. Ввиду небольшой численности вида, раздробленности его ареала, загрязнения среды обитания и влияния на популяцию изменений в гидрологическом режиме существует опасность его вымирания. Широко распространённый в Африке род тиляпия представлен единственным видом — Tilapia zillii, населяющим в Израиле не только типичный для вида биотоп — пресные воды, но и малосолёные устья рек в местах впадения их в Средиземное море и даже солёную морскую воду, создав небольшие, но устойчивые популяции. 
Для ихтиофауны Израиля были эндемичны, в дополнение к уже перечисленным, ещё несколько видов и подвидов пресноводных рыб, исчезнувших в результате мелиорации. Примерами таких видов могут служить Oxynoemacheilus galilaeus и Mirogrex hulensis, бывшие эндемиками озера Хула. Принадлежавший к семейству карповых Mirogrex hulensis был описан как отдельный вид в 1973 году, а последняя встреча с ним в природе датируется 1975 годом, на основании чего вид считается вымершим. Исчезнувший в Израиле после осушения озера Хула Oxynoemacheilus galilaeus из семейства балиториевых сохраняется в единственном месте вне Израиля — в озере Музайриб в Сирии, где его популяция находится в критическом состоянии из-за отвода воды Другим вымирающим эндемиком Израиля является ярконский колючий лещ (Acanthobrama telavivensis), чьё существование поставлено под угрозу пересыханием прибрежных израильских рек; сейчас ведутся работы по спасению вида и возвращению его в естественную среду. Эндемичен для Израиля также впервые описанный в 1982 году Nemacheilus dori — небольшая, длиной несколько сантиметров, рыбка из семейства балиториевых. Весь мировой ареал этого вида изначально был сосредоточен на площади менее 100 м² в долине Бейт-Шеана, в источнике Эйн-Малкоах, территория которого была объявлена в 1990 году особо охраняемым заповедником. В целях сохранения этого вида часть особей была переселена в источник на территории заповедника Тель-Саарон. Общая численность данного вида, находящегося под угрозой исчезновения, составляет около 250 взрослых особей. Эндемична для Кинерета также Acanthobrama terraesanctae (кинеретская сардинка, старое название Mirogrex terraesanctae) — популярная промысловая рыба; в 2005 году в озере Кинерет было выловлено около 560 тонн рыбы этого вида.
В Израиле предпринимаются усилия по сохранению пресноводной ихтиофауны. 120 заповедников и национальных парков общей площадью 2000 квадратных километров включают в себя болота и приморские районы. Условия обитания редких и малочисленных видов взяты под контроль и сохраняются. Среди видов, среда обитания которых находится под охраной, — Nemachelius dori (долина Бейт-Шеана), Nemacheilus panthera (Голанские высоты) и Garra ghorensis (пресноводные источники в южной части Мёртвого моря, заповедник Неот Ха-Кикар).

### Членистоногие
В Израиле насчитывается более 20 тысяч видов насекомых. Особенно многочисленны саранчовые (Acridoidea), иногда наносящие серьёзный вред сельскому хозяйству. Широко представлены сверчковые (Grylloidea) и клопы (Heteroptera). В Израиле водятся три вида тараканов (Blattoidea) и более десяти видов богомолов (Mantodea). Израильский сухой и жаркий климат обеспечивает разнообразие видов жесткокрылых (жуков). Многие виды жесткокрылых Израиля являются вредителями сельского хозяйства. К их числу принадлежат златки, наносящие вред плодовым деревьям; поражающие древесину (в том числе мебель) точильщики; портящие продуктовые запасы чернотелки и кожееды; и наносящие вред различным отраслям полеводства и садоводства усачи и долгоносики. Широко представлены жужелицы (Carabidae), карапузики (Histeridae) и пластинчатоусые (Scarabaedia), в частности, хрущи (Melolonthinae).
В Израиле можно встретить как певчих цикад (Cicadidae), так и представителей других семейств подотряда Auchenorrhyncha, в том числе разнообразных тлей (Aphidoidea).
Бабочки Израиля

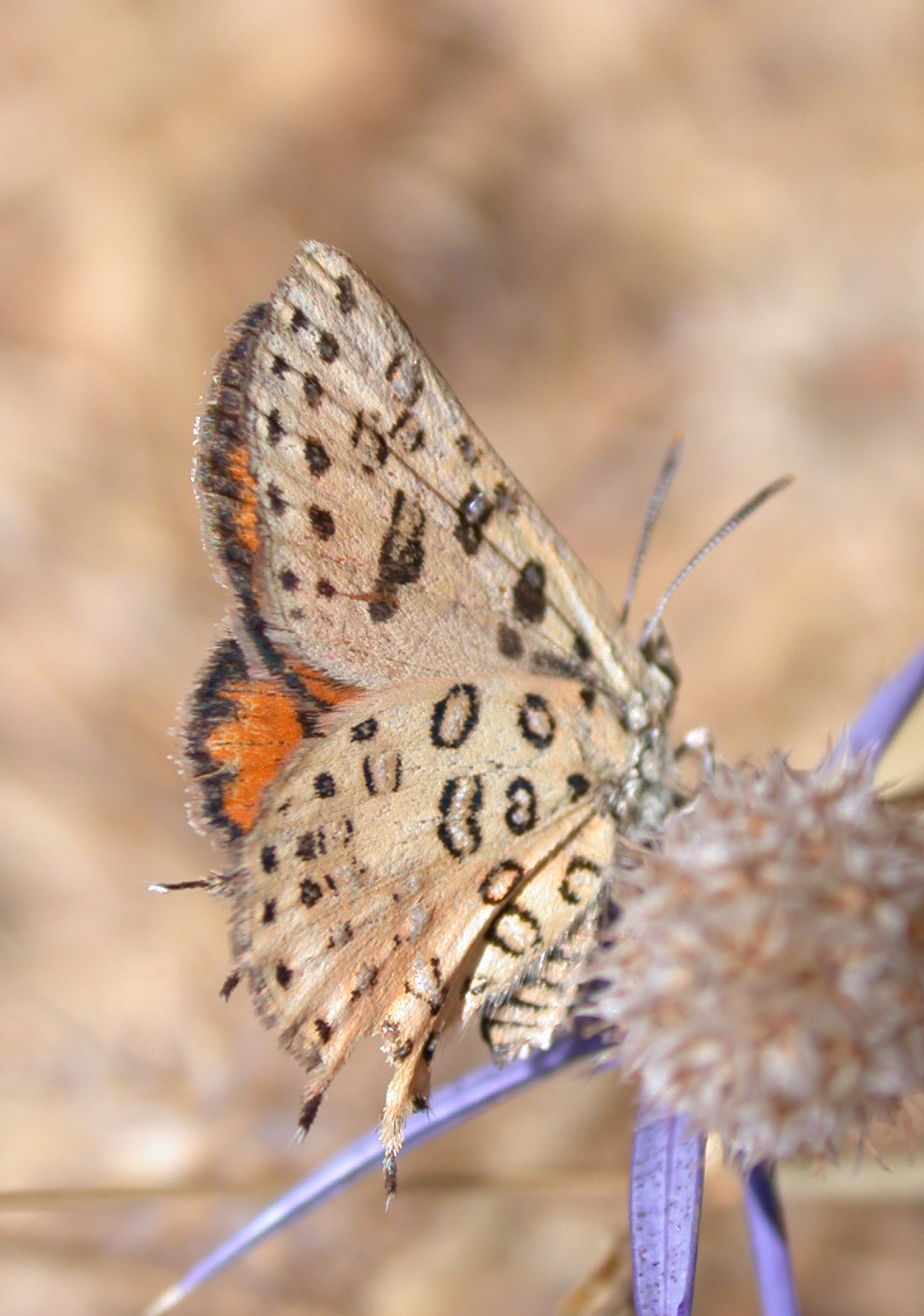
Apharitis cilissa, заповедник горы Мерон

В Израиле зарегистрировано около 140 дневных видов чешуекрылых, являющихся представителями 5 семейств, бо́льшая часть которых (около 100 видов) свойственна для палеарктического региона, около 25 тропических видов и 15 пустынных. Наиболее богат видами бабочек район, прилегающий к горе Хермон (около 100 видов). Чем южнее и ниже территория — тем меньше на ней разнообразие видов. Так, в Верхней Галилее их уже 75, в Иудейских горах — 65, в районе горы Кармель — 55, в прибрежных долинах Шарон и Шфела около 40, примерно 30 видов в районе Беер-Шевы и лишь 25 в Араве и Эйлате, что, вероятно, обусловлено бо́льшим разнообразием видов растений и продолжительностью их вегетативного периода в более прохладных районах страны. С 2009 года 14 видов дневных бабочек охраняются законом. Наиболее крупными дневными бабочками в Израиле являются 8 видов парусников, среди которых 3 вида настоящих парусников, 2 вида рода Allancastria, подалирий (Iphiclides podalirius), мнемозина (Parnassius mnemosynne), а также один вид рода Archon. Наибольшим количеством видов представлены голубянки и нимфалиды (47 и 37 видов соответственно). Весьма многочисленны белянки (представленные 26-ю видами) и толстоголовки (23 вида). Двум видам нимфалид Израиля свойственны сезонные миграции. Наиболее массовой является весенняя миграция с юга на север данаиды хризипп (Danaus chrysippus), в отдельные годы достигающая миллионов особей. Визуально менее выражен пролёт репейницы, или ванессы чертополоховой (Vanessa cardui), один из маршрутов весенней миграции которой из Африки в Европу проходит через Израиль.
Ночные бабочки Израиля многочисленны и разнообразны, среди них павлиноглазки (крупнейшая бабочка Израиля и Европы — павлиноглазка грушевая Saturnia pyri — и встречающаяся в Галилее павлиноглазка подслеповатая Perisomena caecigena), бражники (Sphingidae), в том числе и мёртвая голова (Acherontia atropos), совки (Noctuidae), волнянки (Lymantriidae), походные шелкопряды (Thaumetopea). В Израиле можно встретить редкие ближневосточные виды бабочек: Melitaea arduinna, Tomares nesimachus, Apharitis cilissa (считался исчезнувшим в Израиле, обнаружен снова в начале 1990-х годов), Olepa schleini (эндемик прибрежных районов Израиля). В общей сложности в Израиле защищены законом около 10 % из зарегистрированных здесь видов бабочек.
Перепончатокрылые в Израиле представлены осами, как одиночными (Eumenidae), так и общественными, в том числе и самыми крупными — шершнями (Vespa), чей укус может быть опасен и для человека. Медоносные пчёлы Израиля, принадлежащие к породе, завезенной из Италии, отличаются от местной сирийской разновидности более высокой продуктивностью. Для пчёл сделано исключение в правилах кашрута: обычно, если животное некошерно, то и всё, им производимое (молоко, яйца или икру), также запрещается употреблять в пищу. Но продукты деятельности пчёл (которые сами по себе некошерны), прежде всего мёд, разрешены к употреблению.
Согласно опубликованному в 2009 году перечню видов семейства муравьёв Израиля в стране был зарегистрирован 241 вид и подвид этих насекомых в 46 родах 11 подсемейств. 25 таксонов являются эндемиками Израиля, а ещё 24 вида и подвида встречаются лишь в Израиле и соседних странах (Ливане, Сирии, Иордании или Египте), то есть степень эндемизма составляет порядка 20 % — уровень, сопоставимый лишь с эндемизмом местных пресноводных рыб и более высокий, чем у других групп позвоночных или у жесткокрылых.
Достаточно хорошо изучена в Израиле фауна червецов из отряда полужесткокрылых, представленная 166 видами из 13 семейств, из которых 24 вида (в том числе все семь видов рода Kermes) являются эндемиками. Все виды червецов питаются соком растений, некоторые из израильских видов являются вредителями сельского и лесного хозяйства в национальном масштабе. Другим широко представленным в Израиле надсемейством полужесткокрылых являются тли — 194 вида в 2 семействах: филлоксеры (5 видов) и настоящие тли (189 видов)
Длинноусые двукрылые представлены различными видами москитов (Phlebotominae) и комаров (Culicidae). Первые являются разносчиками лихорадки паппатачи и лейшманиоза. Комары переносят западно-нильскую лихорадку, а до работ по осушению болот были также разносчиками малярии, которая на сегодняшний день в Израиле полностью ликвидирована. Из короткоусых двукрылых распространены слепни (Tabanidae), желудочные оводы (Gasterophilidae) и многочисленные виды настоящих мух (Muscidae). Некоторые виды журчалок (Syrphidae) приносят пользу сельскому хозяйству, так как их личинки поедают тлю.
Паукообразные Израиля
В опубликованном в 2013 году каталоге пауков Израиля перечислены 631 вид и подвид из 49 семейств. Для 280 видов Израиль является типовой местностью (то есть их типовые экземпляры обнаружены на его территории). Уровень регионального эндемизма составляет 37 %. Наибольшим количеством видов представлены семейства пауков-гнафозидов (126) и пауков-скакунчиков (108). По мнению авторов каталога Сергея Зонштейна и Юрия Марусика, в этой стране могут быть обнаружены ещё около 300—400 видов пауков, неизвестных науке или встречающихся в сопредельных странах. Примером недавно открытого вида может служить обнаруженный в песчаных дюнах Смадар на границе между Израилем и Иорданией в Араве вид Cerbalus aravaensis, ведущий ночной образ жизни и ранее неизвестный науке. С размахом ног в 14 см этот вид является наиболее крупным пауком из известных на Ближнем Востоке. Опасность для человека представляют укусы лишь двух видов израильских пауков — каракурта и Loxosceles rufescens.
Недостаточно хорошо изучены сенокосцы Израиля — отряд из класса паукообразных. По последним данным, в Израиле известны 15 видов этих членистоногих, причем два из них открыты в последнее время.
Из паукообразных также следует выделить скорпионов, которых в Израиле 17 видов и подвидов, самым опасным из которых является жёлтый скорпион Leiurus quinquestriatus, иначе известный как израильский пустынный скорпион. Всего 5 видов очень опасны и ядовиты.
Из девяти эндемичных для Израиля видов отряда ложноскорпионов (представленных 11 семействами с 25 родами и 41 видом) наибольший интерес представляет Ayyalonia dimentmani. Этот псевдоскорпион, обнаруженный впервые в карстовой пещере Аялон (близ города Рамла) в 2006 году, просуществовавший до этого миллионы лет в обособленной пещерной экосистеме в условиях полной темноты, потерявший пигментацию, способность видеть и перешедший к питанию бактериями, выделен в отдельный монотипный род Ayyalonia в обособленной трибе Ayyaloniini. Ayyalonia dimentmani входит в число восьми реликтовых видов членистоногих, открытых в пещере Аялон в 2006 году. Все эти виды, по меннию исследователей, развивались изолированно в течение миллионов лет, и у всех восьми отсутствуют глаза.
Из ракообразных Израиля особого внимания заслуживают два эндемичных реликтовых вида пресноводных креветок рода Tiphlocaris. Tiphlocaris galilea (известная в Израиле как сумит ха-Галиль — галилейская креветка), обитающая в источнике Эйн-Нур на территории монастыря в Табхе на севере Израиля, находится на грани полного вымирания в результате отвода вод ручья для нужд монастыря, что влияет на уникальный химический состав воды и её температуру. В целях сохранения этого уникального вида в 2013 году в Библейский зоопарк в Иерусалиме были доставлены 20 взрослых особей галилейской креветки с целью размножения в неволе и последующего возвращения в природу. Второй вид — Tiphlocaris ayyaloni — был одним из реликтовых видов членистоногих, открытых в 2006 году в пещере Аялон. Оба вида имеют полупрозрачное тело и лишены глаз.
Также эндемиками Израиля являются обитающие в пресноводных ручьях в районе Мертвого моря три вида бокоплавов — Bogidiella copia, Habraeobogidiela bromleyana и Metacrangonyx ortali.

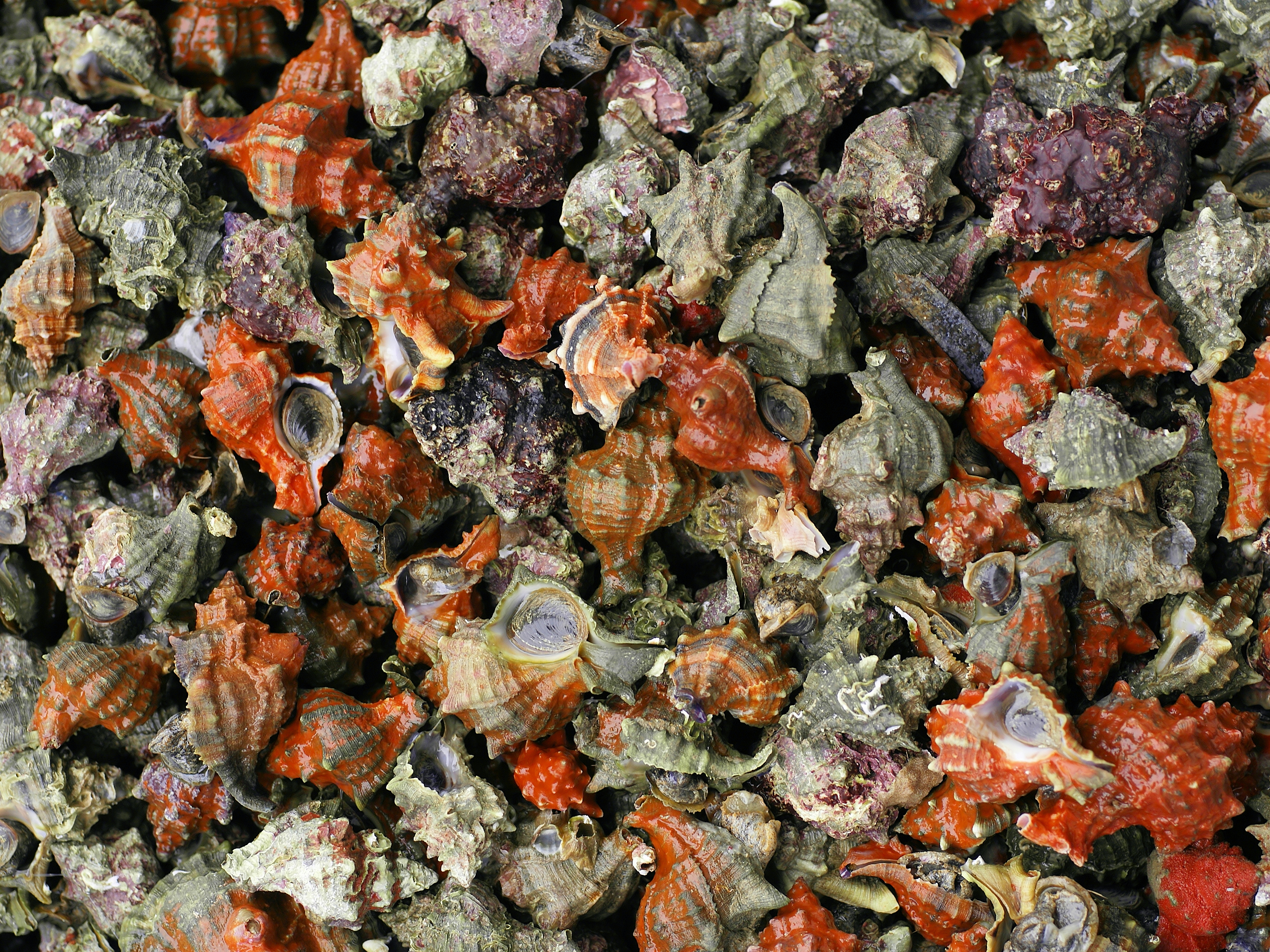
Murex trunculus

### Моллюски
Из почти двух тысяч видов моллюсков, обитающих в морях, омывающих Израиль, особо известен Murex trunculus. Этот вид использовался в древности в Земле Израиля для добывания природного красителя насыщенного синего цвета (тхелет, ивр. תְּכֵלֶת‎). Тхелет использовался для окрашивания праздничных одежд и еврейских молитвенных покрывал (талитов). Долгое время секрет изготовления тхелета считался утерянным, и различные источники выдвигали свои версии о том, из каких моллюсков он добывался; в конце концов возобладала точка зрения, обоснованная в середине XIX века Анри Лаказом-Дютье и защищаемая раввином Айзиком Герцогом. Технология производства вновь разработана в 1980-х годах израильскими химиками Эхудом Спаниером и Отто Эльснером. В последние десятилетия этот краситель снова добывается в ограниченных количествах.

## Влияние человека и усилия по сохранению животного мира Израиля
По мере расселения человека на территории современного Израиля он оказывал всё большее влияние на дикую природу страны, которое не исчерпывалось истреблением крупных видов животных и вредителей сельского хозяйства. В страну также ввозились новые виды животных, как для нужд сельского хозяйства, так и в качестве декоративных животных. Некоторые из этих видов впоследствии образовали на территории страны самодостаточные популяции. В настоящее время исследователями Тель-Авивского университета в пределах страны насчитывается 22 инвазивных вида наземных позвоночных; в этот список входит два вида млекопитающих (индийская пальмовая белка Funambulus pennantii и нутрия), два вида рептилий (уже упоминавшаяся красноухая черепаха, а также египетский гололапый геккон, Cyrtopodion scaber) и 18 видов птиц, среди которых, помимо вышеупомянутых попугаев-монахов, попугаев Крамера и майн, такие крупные виды, как белощёкая шилохвость (Anas bahamensis), нильский гусь (Alopochen aegyptiacus) и блестящий ворон (Corvus splendens). Широко распространены завезённая турками в XIX веке малая горлица (Spilopelia senegalensis, в стране проживает несколько сот тысяч особей) и проникшая в Израиль в 1980-е годы малабарская амадина (Lonchura malabarica). 12 интродуцированных видов птиц относятся к числу вредителей сельского хозяйства, четыре из них (в частности, блестящий ворон и майна) угрожают местным видам; вредителем также является нутрия, а красноухая черепаха, возможно, составляет конкуренцию местным видам. В водоёмах Израиля насчитывается 29 инвазивных видов рыб, в том числе завезённая для борьбы с комарами обыкновенная гамбузия (Gambusia affinis). Из земноводных в Израиле успешно интродуцировалась гладкая шпорцевая лягушка (Xenopus laevis). Также зарегистрированы 52 вида интродуцированных наземных и пресноводных гастроподов, из которых 9 видов с течением времени вымерли. 34 из успешно интродуцировавшихся видов встречаются только в среде человеческой жизнедеятельности — в парках, садах, теплицах, на полях. Ареалы некоторых из них в Израиле крайне ограничены. Так, например, небольшая, но стабильная колония улиток Rumina decollata существует лишь в саду одного из монастырей Иерусалима. Девяти видам (семь из которых — пресноводные улитки) удалось создать устойчивые природные популяции. Одному из этих видов — Physella acuta — даже удалось стать наиболее распространенной пресноводной улиткой Израиля. Десять интродуцировавшихся видов являются сельскохозяйственными вредителями.
В то же время ряд видов, обитающих на территории страны с давних времён, находится под угрозой исчезновения. В 2002 году в Израиле был составлен список видов позвоночных под угрозой вымирания. В него вошли на тот момент 12 видов млекопитающих, 13 видов рептилий, два вида земноводных, 6 видов пресноводных рыб и 15 видов гнездящихся птиц, угроза существованию которых была признана наибольшей; ещё 23 вида были признаны вымершими полностью или на территории Израиля. На основе списка была выпущена книга Амита Долева и Ави Перевелоцкого «Красная книга угрожаемых видов Израиля — позвоночные», опубликованная Управлением дикой природы и парков совместно с Обществом охраны природы. Книга содержит информацию о распространении видов, изменениях в их численности, среде обитания и основных опасностях, угрожающих им, на глобальном и региональном уровне. Согласно книге, в свете активной человеческой деятельности, изменявшей облик страны с начала XX века, 35 процентов позвоночных Израиля находятся под угрозой исчезновения (этот процент варьируется от 20 % птиц до пяти из шести оставшихся видов земноводных). В общей сложности в список в 2002 году были включены 38 гнездующих и пролётных видов птиц, а в обновлённый список, составленный к 2016 году, вошли уже 65 видов. Три вида — соловьиный сверчок, шилоклювка и двупятнистый жаворонок — перестали с 2002 года гнездиться в Израиле; в то же время однако для четырёх других видов, считавшихся исчезнувшими в регионе (в том числе редкая по всему миру савка), статус был изменён на «находящиеся на грани исчезновения» (всего видов с таким статусом перечислено 21). В результате загрязнения рек Сорек и Александр погибли все обитавшие в них рыбы; другие прибрежные реки Израиля пересыхают, в результате исчезла из Израиля нильская тиляпия (Oreochromis niloticus), обитавшая только в реке Яркон. Осушение долины Хулы привело к исчезновению целого ряда видов рыб, из них три эндемичных для Израиля. В результате хозяйственной деятельности человека в Израиле исчезли более 90 % естественных водно-болотных угодий, занимавших в начале XX века около 25 000 га. В настоящее время этот биотоп занимает лишь около 800 га былой площади на территории заповедников и примерно 10 000 га на территории искусственных водоемов — рыбоводных прудов, открытых водных резервуаров и прудов для очистки воды.
| Доля исчезнувших и исчезающих видов среди позвоночных Израиля                                                  |
| --- |
| Данные приводятся по отчёту Министерства по охране окружающей среды Израиля, представленному в ООН в 2009 году |

|                       | Зарегистрированные виды | Вымершие виды | Виды под угрозой вымирания |
| --------------------- | ----------------------- | ------------- | -------------------------- |
| Млекопитающие         | 104                     | 9             | 57                         |
| Гнездящиеся птицы     | 207                     | 15            | 50                         |
| Пресмыкающиеся        | 103                     | 3             | 35                         |
| Земноводные           | 7                       | 1             | 5                          |
| Речные и озёрные рыбы | 32                      | 6             | 6                          |

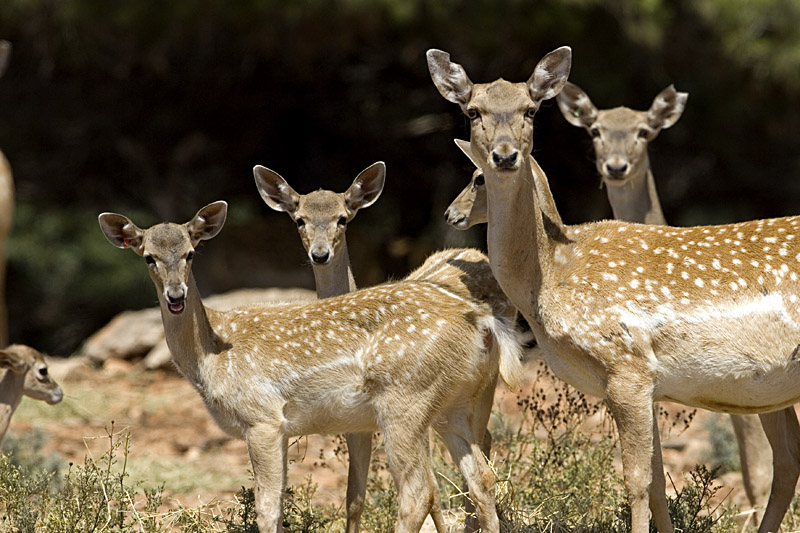
Иранская лань (Dama dama mesopotamica)

Угроза существованию многочисленных животных видов на территории Израиля и соседних стран была впервые признана в 1924 году, когда власти подмандатной Палестины выпустили «Закон о сохранении дичи», который, однако, соблюдался плохо. После провозглашения Государства Израиль на его территории была запрещена охота сроком на один год, а в 1954 году принят Закон о сохранении диких животных.
Всего к маю 2007 года в Израиле насчитывалось 190 заповедников и 66 национальных парков, занимающих в общей сложности 20 процентов территории страны и находящихся в ведении Управления дикой природы и парков Израиля; ещё более 200 объектов было предложено превратить в заповедники и национальные парки, и эти предложения находились на различных стадиях рассмотрения. Одним из первых был взят под защиту коралловый риф Эйлата, а из 11 километров эйлатского побережья 1,2 километра были объявлены заповедной зоной. В 1997 году Израиль присоединился к международной Рамсарской конвенции о водно-болотных угодьях, в рамках которой особый охранный статус получили два заповедника страны — Хула и Эйн-Афек.
Поддержанная государством инициатива общественной организации «Хай-Бар» по возвращению в природу Израиля исчезнувших видов млекопитающих и птиц привела к созданию двух питомников-заповедников — Хай-Бар Кармель на севере Израиля, специализирующегося на разведении и реинтродукции иранской лани, кармельской косули, муфлона, критского горного козла и белоголового сипа; и Хай-Бар Йотвата, на юге страны в Араве, работающего над реинтродуҝциеӣ аравийского орикса, кулана, страуса и других видов, свойственных пустынным и полупустынным районам. Оба заповедника открыты для посетителей и при них действуют информационно-образовательные центры.
С 1990 года на горе Кармель при содействии зоологического центра Тель-Авивского университета и ряда природоохранных организаций осуществляется совместный проект по восстановлению популяции средиземноморского сокола (Falco biarmicus). За последующее десятилетие в горных районах севера Израиля — на Кармеле и в Галилее — выпущено в природу более 40 особей этого вида, но, несмотря на постоянное присутствие средиземноморского сокола в данных районах, информации о его гнездовании не поступало. Библейским зоопарком Иерусалима ведётся работа по возвращению в естественную среду обитания видов животных, исчезнувших в Израиле, таких, как месопотамская (иранская) лань, негевская черепаха, барханный кот орлан-белохвост и африканский ушастый гриф. В общей сложности в Израиле к 2009 году велись работы по реинтродукции семи видов позвоночных и были разработаны планы реинтродукции ещё семи видов.
В 1994 году в мошаве Михморет, расположенном на берегу Средиземного моря, была создана общественная природоохранная организация «Израильский центр изучения и помощи морским млекопитающим», действующий совместно с Институтом морских исследований им. Леона Реканати Хайфского университета. Центр занимается изучением и спасением морских животных, главным образом дельфинов, связанными с ними образовательными проектами, наблюдением и законотворческой инициативой по их охране. Является единственной организацией подобного рода деятельности в Средиземноморском регионе.
Самой многочисленной и старейшей независимой общественной организацией в области охраны природы Израиля является созданное в 1953 году на волне протестов против осушения озера Хула Израильское общество охраны природы. Общество осуществляет природозащитное лоббирование в органах власти (в частности став одним из инициаторов Закона о защите диких животных 1954 года и создания десятью годами позже Национального управления заповедников) и проводит масштабные кампании, направленные на пропаганду бережного отношения к окружающей среде среди населения. В XXI веке Общество совместно с Еврейским национальным фондом реализует проект Агурим ба-эмек Ха-Хула («Серые журавли в долине Хула»), позволяющий достичь консенсуса между местными владельцами сельскохозяйственных угодий и природоохранными организациями с целью уменьшить вред, наносимый посевам и урожаю десятками тысяч пролётных и зимующих серых журавлей. Реализация проекта позволила организовать образовательный туристический аттракцион, собирающий в сезон пролёта десятки тысяч посетителей. Другим проектом, осуществляемым Израильским обществом охраны природы совместно с Национальным управлением заповедников при активном участии владельцев полей в долине Хула является работа по сохранению и восстановлению гнездящейся популяции луговой тиркушки. В рамках проекта проводится контроль с участием волонтёров над полевыми работами в период гнездования, а также привлечение ищущих места гнездования пар на не используемые в сельском хозяйстве территории путём установки на них макетов луговой тиркушки и голосовых приманок. В 1980-х годах в израильской прессе были опубликованы материалы по биологии эндемичной для Израиля улитки Helix texta, ядро ареала которой находится в заповеднике Банияс на севере страны. Этот вид, именуемый в Израиле хермонской улиткой, является крупнейшим представителем гастроподов в стране. Публикация вызвала интерес у коллекционеров и торговцев животными, которые в короткий срок резко уменьшили природную популяцию вида. Для его сохранения Национальным управлением заповедников в 1997 году были созданы два охраняемых участка, куда были переселены около пятидесяти особей улиток. Дальнейшие наблюдения показали, что проект по сохранению вида успешно осуществлен и состояние вида стабильно
В Израиле регулярно проводится ряд крупных мероприятий экологического характера для привлечения как можно большего количества участников, приуроченных, как правило, к ежегодным еврейским праздникам. Среди них — уже ставший традиционным и проводившийся в пятый раз (2013) Йом Ха-Нешер (День белоголового сипа), проходящий в дни праздника Рош Ха-Шана в заповеднике Гамла.
Израиль принимает участие и в международных природоохранных образовательных мероприятиях — например, таких, как Международная ночь летучих мышей (в 2013 году проводившаяся в Израиле третий год подряд). Миграционный поток птиц, проходящий через Израиль дважды в год, привлекает к себе внимание большого числа профессиональных орнитологов, орнитологов-любителей и просто любителей природы. В сезон максимального пролёта птиц проводятся всевозможные связанные с миграцией мероприятия, привлекающие большое количество участников как из Израиля, так и из других стран. Одним из них является проводимый в заповеднике Эйн-Афек Международный орнитологический фестиваль в Галилее (в 2013 году прошёл уже в четвёртый раз).
Израильские организации, связанные с организацией туризма, в последние годы оказывают поддержку инициативам экотуризма. В программу экотуров входят посещение заповедников и национальных парков (Гамла, долина Хулы, Эйн-Геди, парк Тимна и другие), ботанических садов, кораллового рифа в Эйлате, объектов мирового культурного наследия, а также сельскохозяйственных и промышленных предприятий, использующих экологичные методы производства.